# Stadsplanering i Sverige

Projekt till reglering och utvidgning av Landskrona till fästningsstad upprättat av Erik Dahlbergh 1680. Planen genomfördes aldrig.

Stadsplanering i Sverige på ett organiserat sätt tog sin början under 1600-talets första hälft. Genom militära framgångar i trettioåriga kriget hade Sverige fått en ledande ställning i Nordeuropa och en uppryckning av stadsväsendet sågs som en förutsättning för att landet skulle kunna uppfylla sin stormaktsroll, både administrativt och med ett imponerande yttre. Inte mindre än 50 städer grundades därför under denna tid.
Nästa stora fas för stadsplanering och stadsutveckling kom med början av den industriella revolutionen. Befolkningstalen i städerna ökade kraftigt igen. Det krävdes en övergripande planering för att kunna tillgodose städernas behov av bostäder, skolor, sjukhus, fängelser, fabriker och den nya infrastrukturen i form av järnvägar, vattenverk, gas- och elektricitetsverk. Uppgiften att formulera en sådan övergripande plan för Stockholm gick till Albert Lindhagen och hans planförslag antogs 1874.
Den tredje omfattande perioden för städernas expansion och omdaning började efter andra världskriget, när rekordåren med en lång högkonjunktur för Sveriges exportindustri gav landet ekonomiska förutsättningar för att finansiera stadsbyggnadsprojekt som Norrmalmsregleringen i Stockholm och miljonprogrammet i hela landet.
Trots att medeltida städer som Stockholm och Visby inte i förväg hade planerats vid ritbordet så fick man aldrig bygga helt utan regler. Sedan mitten av 1300-talet hade städernas byggnadsväsen reglerats genom byggningabalken i Magnus Erikssons stadslag. Idag regleras stadsplanering och byggandet genom Plan- och bygglagen där alla berörda ges möjlighet att yttra sig.

## Medeltidens städer och stadsgrundningar
Det formella begreppet "stad" började användas i Sverige på 1200-talet, efter tyskt mönster. Även dessförinnan har det funnits stadsliknande samhällen i Sverige; till exempel Birka.
De äldsta fortfarande existerande svenska städerna är Sigtuna och Lund, den senare i dåtidens Danmark. Båda grundades på 900-talet. Sigtuna anlades på 970-talet efter en fastslagen plan med tomter placerade utefter en centralgata. Under 1000-talet växer ett flertal nya städer upp runt om i Sverige, många blir tidigt biskopssäten: Gamla Lödöse, Västerås, Skara med flera. Ganska lite är känt i vilken grad någon planering förekom vid dessa städers grundande. Undersökningar av Nyköpings äldsta stadslager från början av 1100-talet visar dock att man här lagt ut likformiga rektangulära tomter från en huvudgata ned mot Nyköpingsån.
Medeltidernas städer låg i allmänhet i nära anslutning till större vattendrag, sjöar, havet eller flodmynningar, eftersom transporter av personer och varor huvudsakligen gick på vattnet. Det var därför naturligt att bosätta sig och anlägga städer i områden där vatten- och landkommunikationer möttes. Exempel på detta är flera städer kring Mälaren, vilka fungerade som omlastningsplatser för malmen från Bergslagen mot Stockholm. Stockholm hade i sig ett idealiskt läge mellan Mälaren och Östersjön. De städer som enbart hade landförbindelser fick under medeltiden ringa betydelse. Ett undantag var Lund, som trots sitt läge inåt landet fick en ledande ställning. Orsaken till att Lund utgjorde ett undantag är inte riktigt klarlagd, men förmodligen var kyrkan avgörande för Lunds utveckling under medeltiden.
I några av Sveriges städer finns fortfarande större sammanhängande delar av medeltidens bebyggelse bevarade, som i Visby och i Gamla Stan i Stockholm. Här kan man studera den medeltida stadsplanen. Gamla Stan, eller Stadsholmen, var inte "planerad" utan hade vuxit fram utifrån naturliga, topografiska förutsättningar. Det medeltida Stockholm med sina smala vattugränder och kvarter var på detta vis unikt i Europa; inga motsvarande exempel finns. Även Visby visar en stadsstruktur som uppstod efter geografiska förutsättningar och inte enligt en i förväg planerad reglering; speciellt trafiksambandet mellan hamnen och den bakomliggande landsbygden påverkade stadsbildningen. Medan samtida tyska hamnstäder som Rostock och Lübeck redan hade en rutnätsplan så höll Stockholm och Visby fast vid sina utan planering uppkomna stadskärnor. Ett omfattande avloppssystem i Visby, anlagt i början av 1200-talet, vilket måste ha byggts innan de stenhus det betjänade uppfördes, visar dock att bebyggelsen åtminstone i viss mån har planerats. De centrala delarna av Visby – med de äldsta delarna av bebyggelsen – består av de parallella Strandgatan, Mellangatan och Sankt Hansgatan på olika platåer upp från stranden. Mellan dessa löper täta smala gränder ned mot hamnen. Stora Torget på den mellersta platån anlades på 1100-talet. Det äldre Visby utgjorde ett halvcirkelformigt centrum, utanför vilket enklare trähusbebyggelse efter mer oregelbundna former var placerad.

Medeltida stadsplaner för jämförbara östersjöstäder
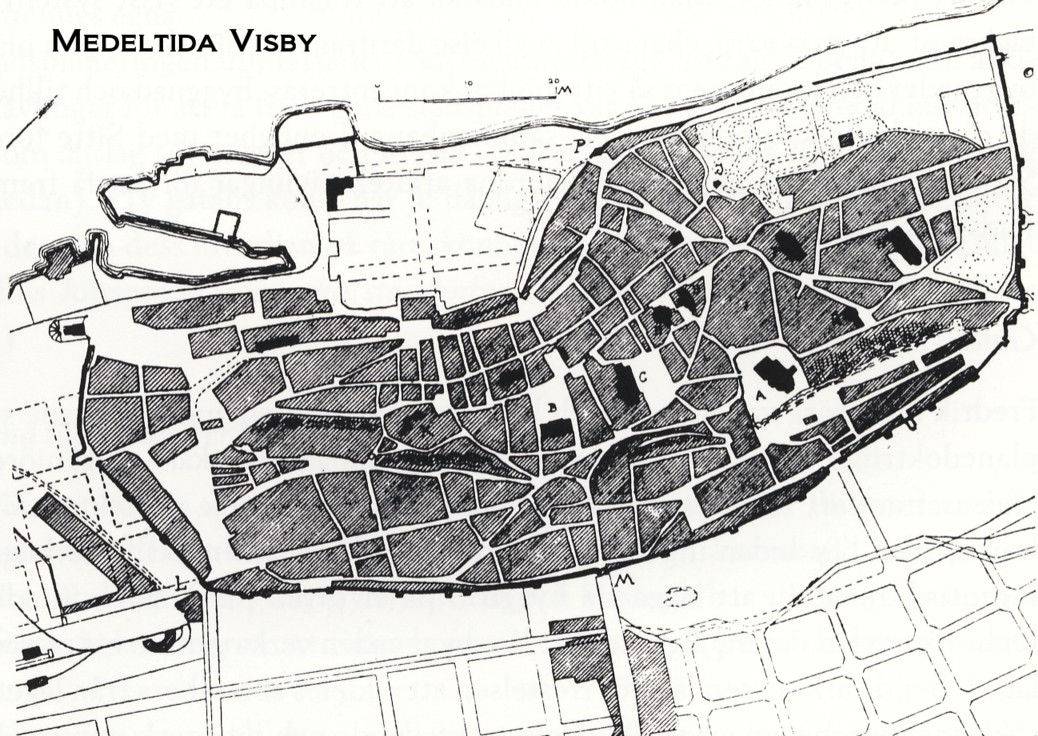
Det medeltida Visby
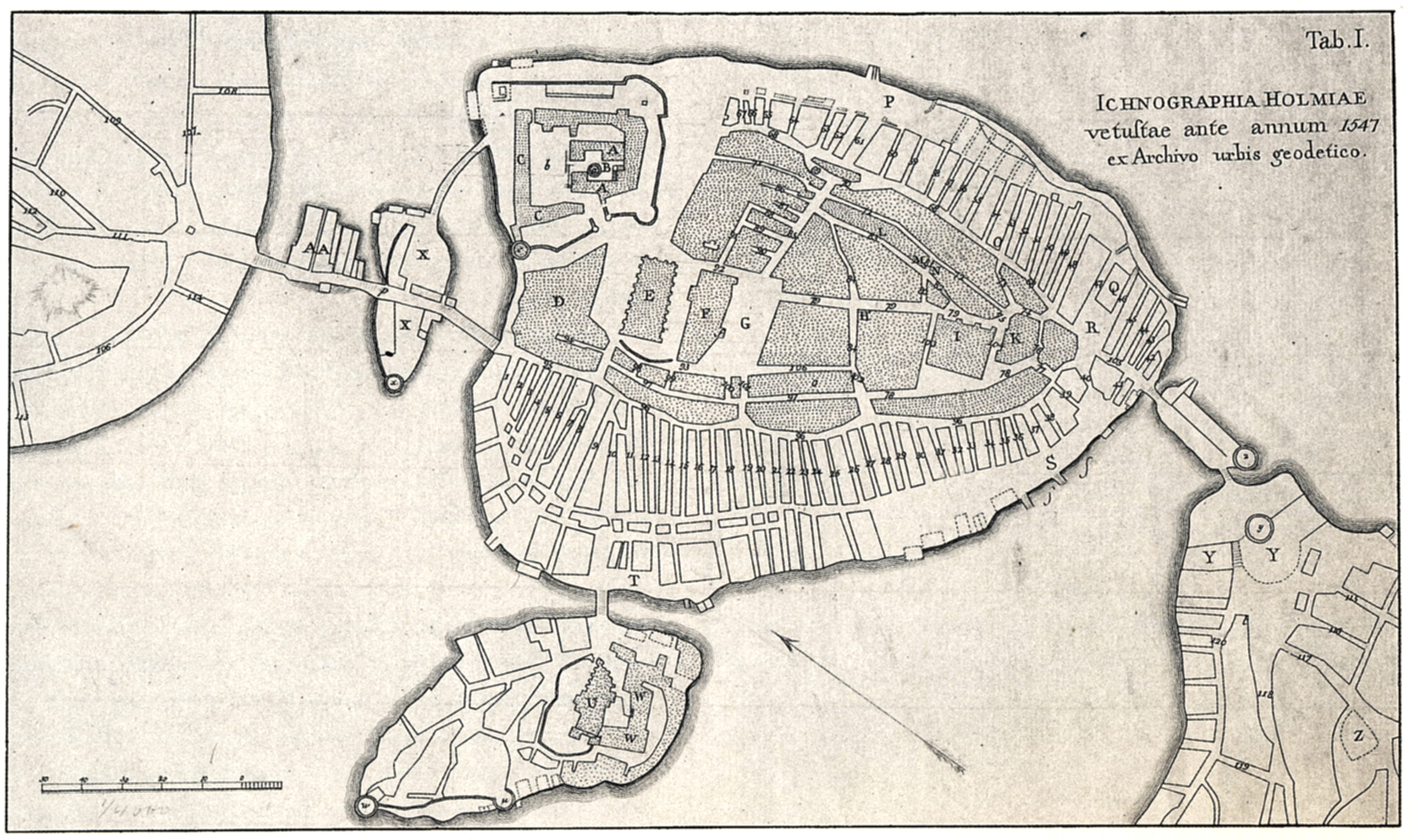
Stockholm under 1500-talet
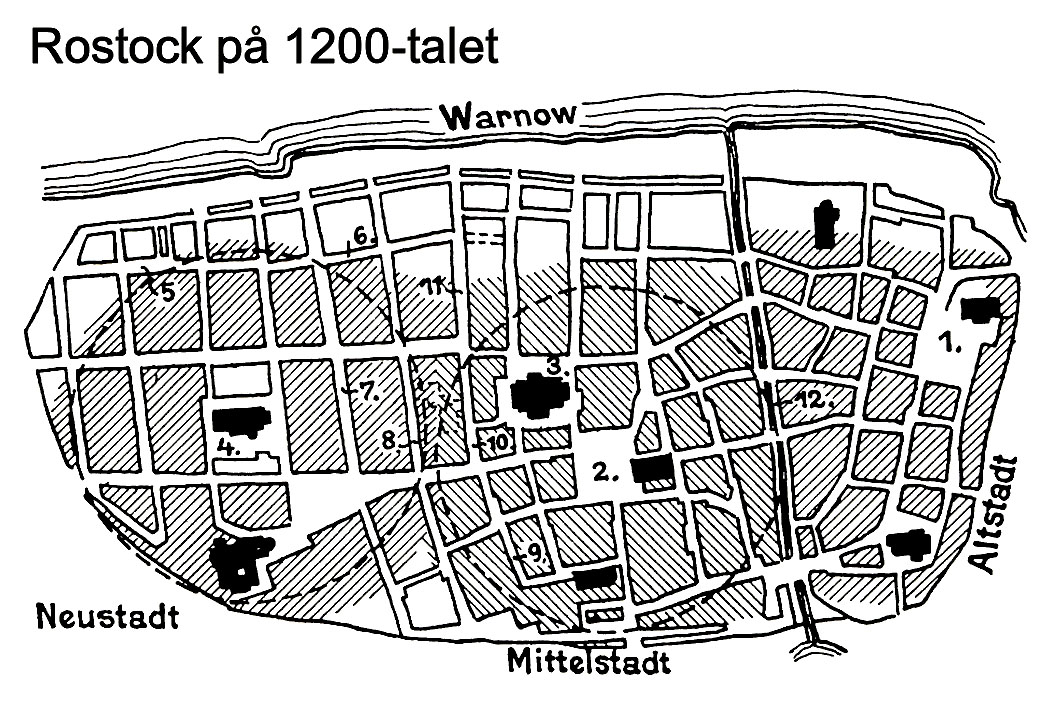
Rostock under 1200-talet
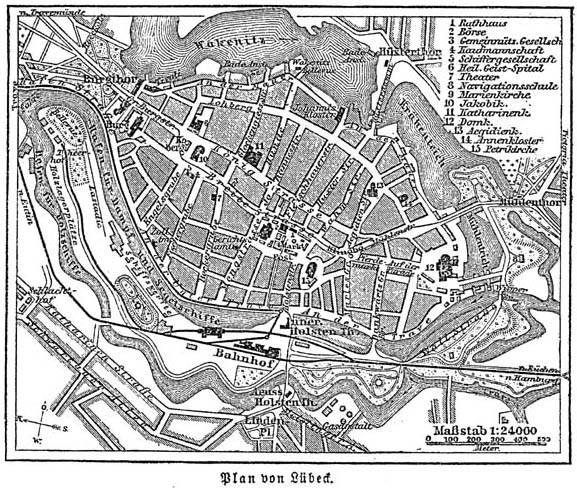
Lübeck under 1880-talet

Man byggde dock inte helt utan några som helst regler; i byggningabalken från omkring 1350, som var en del av Magnus Erikssons stadslag, finns följande föreskrift: "Alla allmänna gator skola vara åtta alnar (cirka 4,8 meter) breda, så att man kan på dem både åka och rida". (se även under rubrik "Lagstiftning").
De svenska medeltida städerna var i allmänhet öppna. Stadsmurar i sten fanns bara runt Visby, Stockholm och Kalmar, och några städer hade vallar. Centralpunkter i den medeltida staden var torget och kyrkan. Till den medeltida staden hörde även ett rådhus eller en lokal för rådsförhandlingar. Bebyggelsen var huvudsakligen uppförd i trä med undantag för Stockholm och Visby som tidigt även hade stenhus. De skånska medeltida städerna påverkades av byggnadstraditionen kring södra Östersjön och bestod därför till största delen av sten- och korsvirkeshus.

## Stadsgrundningar och gaturegleringar från Vasatiden till frihetstiden
Från slutet av äldre Vasatiden till slutet av stormaktstiden upplevde Sverige en stadsbyggnadsaktivitet som saknade motstycke i dåtidens Europa. Drygt 50 nya städer grundades i landet, inklusive Finland och de andra svenska besittningarna. Därtill kommer flera planerade nygrundningar som aldrig blev av. En bit in på 1600-talet dominerades stadsbilderna av oregelbundna rutnätsmönster som utgår från topografin och befintliga marknadsplatser, omgjorda till torg. Gatorna tjänade till att sammanbinda vattenled, torg och kyrka, och huvudgatan låg som regel parallellt med vattnet. Olof Bures stadsplaner för Norrlandskusten är typiska representanter för denna planering. En annan stadsplanering fram till mitten av 1600-talet var långgatsplaner där huvudgatan är en fortsättning på en landsväg som löper genom staden och från vilken tvärgator sträcker sig. Anders Torstensson och Per Brahe den yngre använde denna modell. Petter Nicolaus de Kemp från Holland utförde Sveriges första rätvinkliga rutnätsplan, för Hisingen 1608.
Under Frihetstiden fortsatte förnyelsen av gamla svenska städer, dock i mindre takt. Bakgrunden till denna enorma stadsbyggnadsaktivitet var Sveriges stormaktsställning och framgångar i trettioåriga kriget som gav landet, åtminstone inledningsvis, stora inkomster. Anledningen till de talrika stadsgrundningarna var inte bara att ge stormakten ett värdigt yttre, utan även att skapa en hierarki av administrativa centra som även omfattade avlägsna landsdelar.
Genom regeringsreformen 1634 blev många av de nya städerna residensstäder med säte för landshövdingar. Städernas privilegier reglerades, och några blev så kallade stapelstäder och fick bedriva utrikeshandel. Handeln sköttes österut av Stockholm och västerut av Göteborg. Göteborg var en av de få nygrundade städer som hade stapelrättigheter redan från början. I Finland hade Åbo, Viborg och Helsingfors stapelrättigheter. Göteborg fick stadsprivilegier 1621 och blev den mest framgångsrika av alla nyanlagda städer. Staden planerades efter holländska förebilder med en rutnätsplan; ett system av inre hamnkanaler och en omgivande befästningskrans.
Efter 1634 års regeringsform följde en omfattande inflyttning till Stockholm av såväl vanliga medborgare som köpmän, politiker, ämbetsmän, militärer och en växande intellektuell elit. Här fanns den centrala förvaltningen och rikets styre. Nästan samtidigt började stadens första stora gatureglering; Flemings reglering av Stockholm. År 1636 erhöll generalkvartermästaren Olof Hansson Örnehufvud, som var Clas Larsson Flemings närmaste man, regeringens uppdrag att göra "en dessein på gatorna så på malmarna som här i staden, tagandes dem så breda som han någonsin kan". Örnehufvud var elev och medhjälpare till generalmatematicus och kartografen Anders Bure och båda hade tidigare utarbetat planer för Jönköping och Göteborg. Ett gaturutnät lades över Norrmalm och Södermalm som fortfarande idag präglar stadens stadsbild. Stockholms folkmängd formligen exploderade och ökade från 9 000 (1630) individer till nära 60 000 individer (1685). Näst störst var Åbo med drygt 5 800 invånare därefter kom Falun, Malmö och Göteborg.
Vid 1640-talets slut utarbetade Nicodemus Tessin d.ä. schematiska rutnätsplaner för städerna längs Norrlandskusten, där i synnerhet den aldrig påbörjade stadsplanen för Gävle blev representativ för hans stil med strikt genomförd rätvinklighet och axialtorg. Kartorna visar ofta det befintliga gatunätet under det nya rutnätet, som på förslaget till reglering av Södermalm (1641) och Härnösand (1648), se kartorna nedan.

1600-talets rutnätsplaner
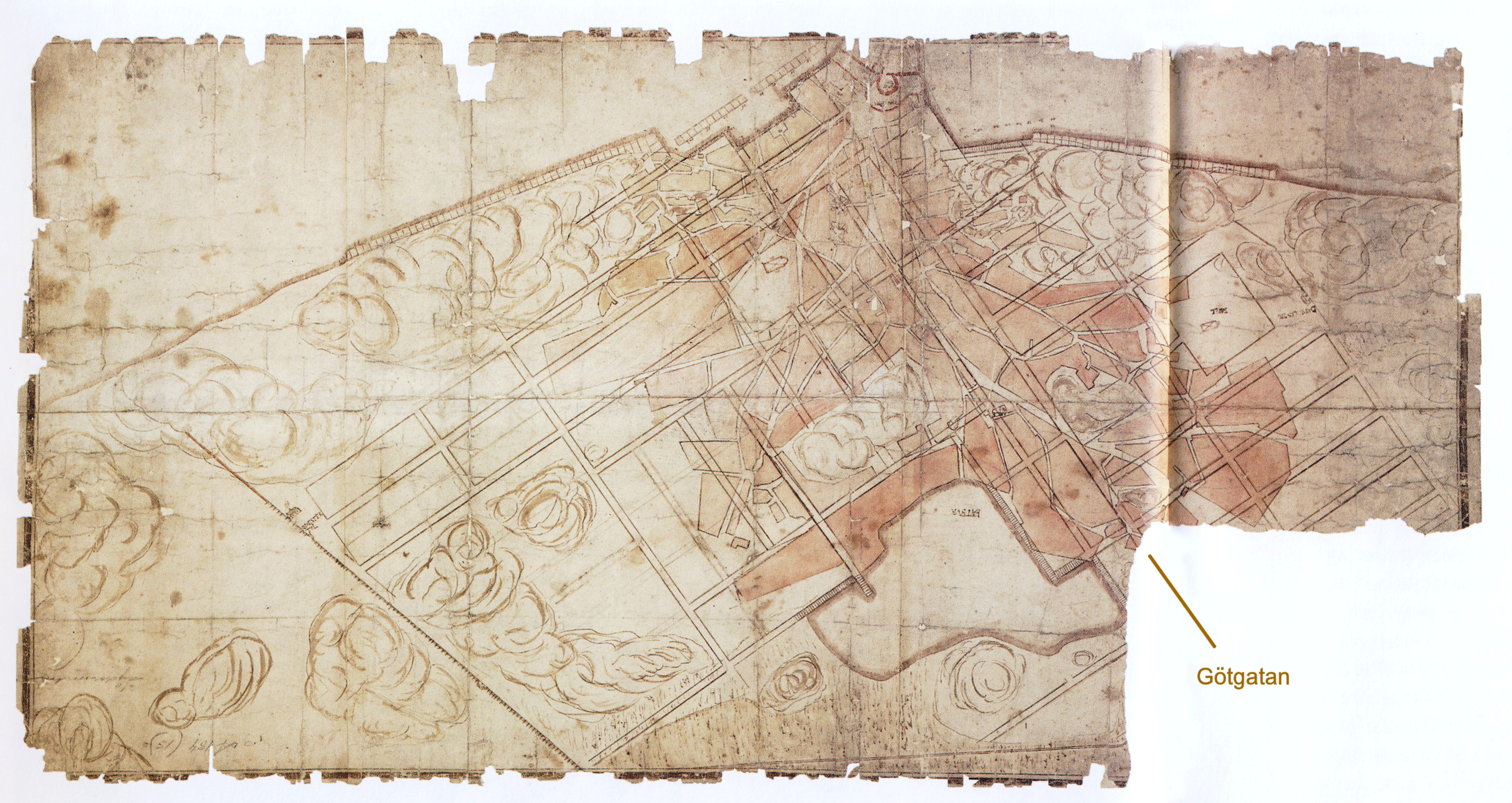
Södermalm 1641
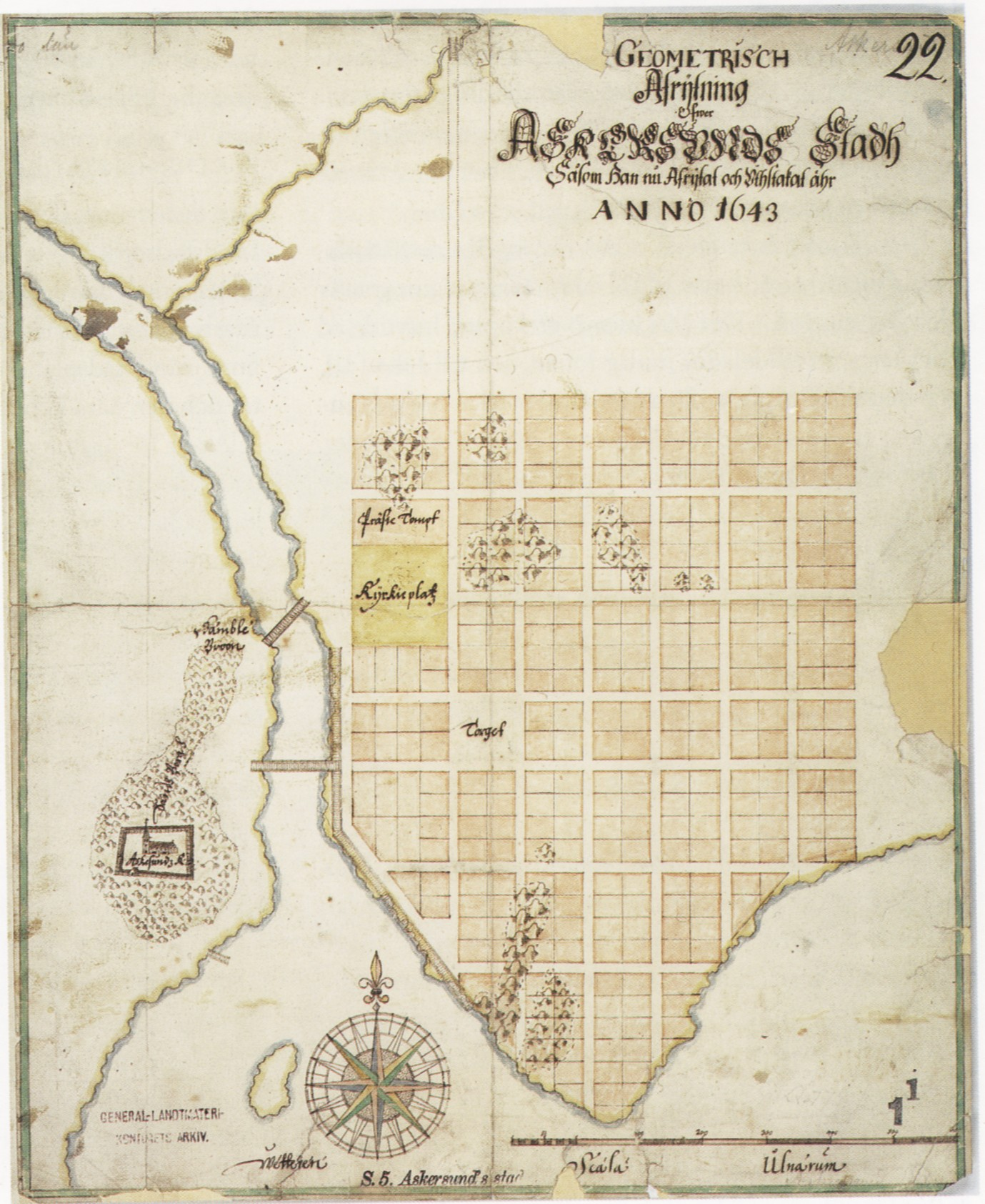
Askersunds stad 1643
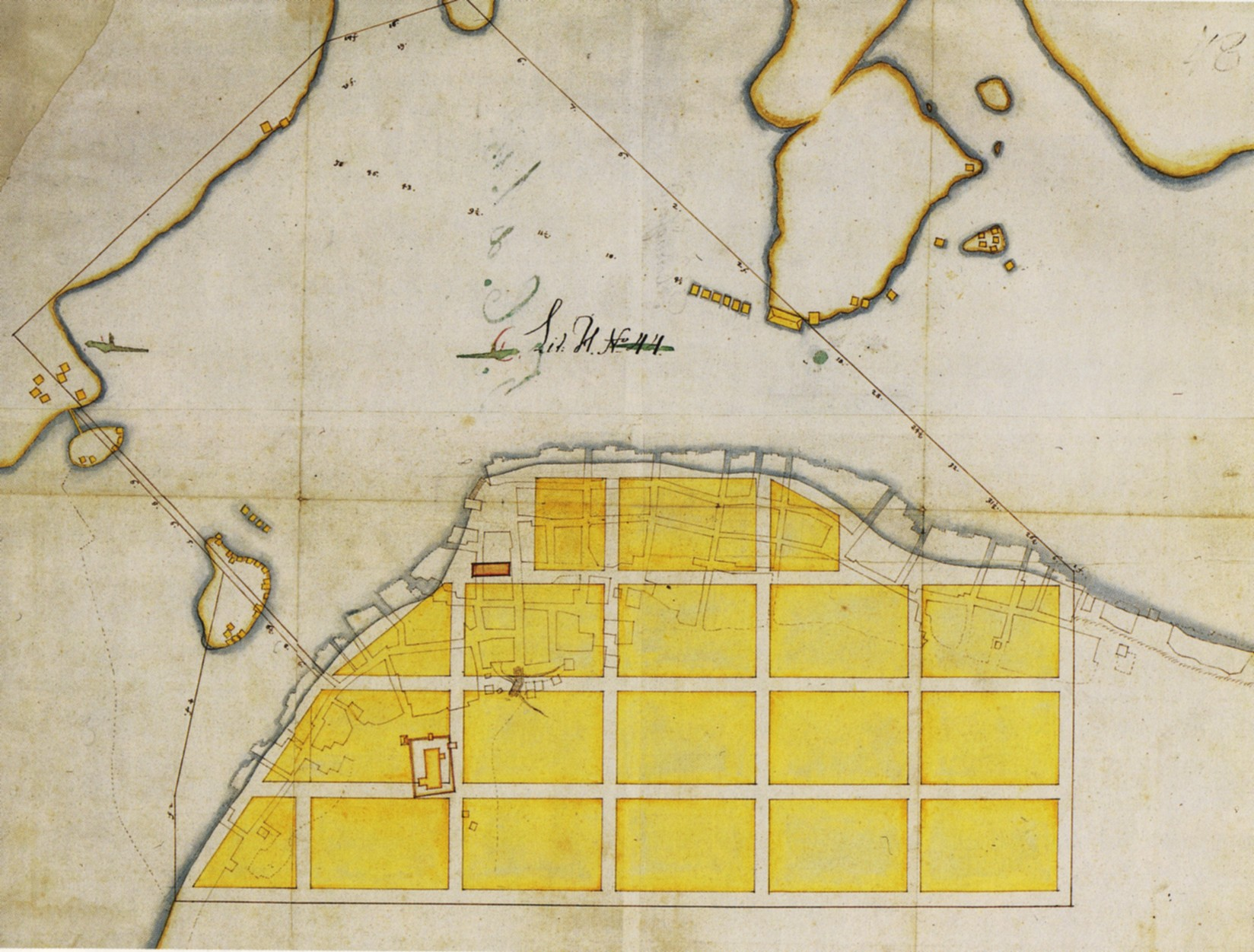
Härnösand 1648
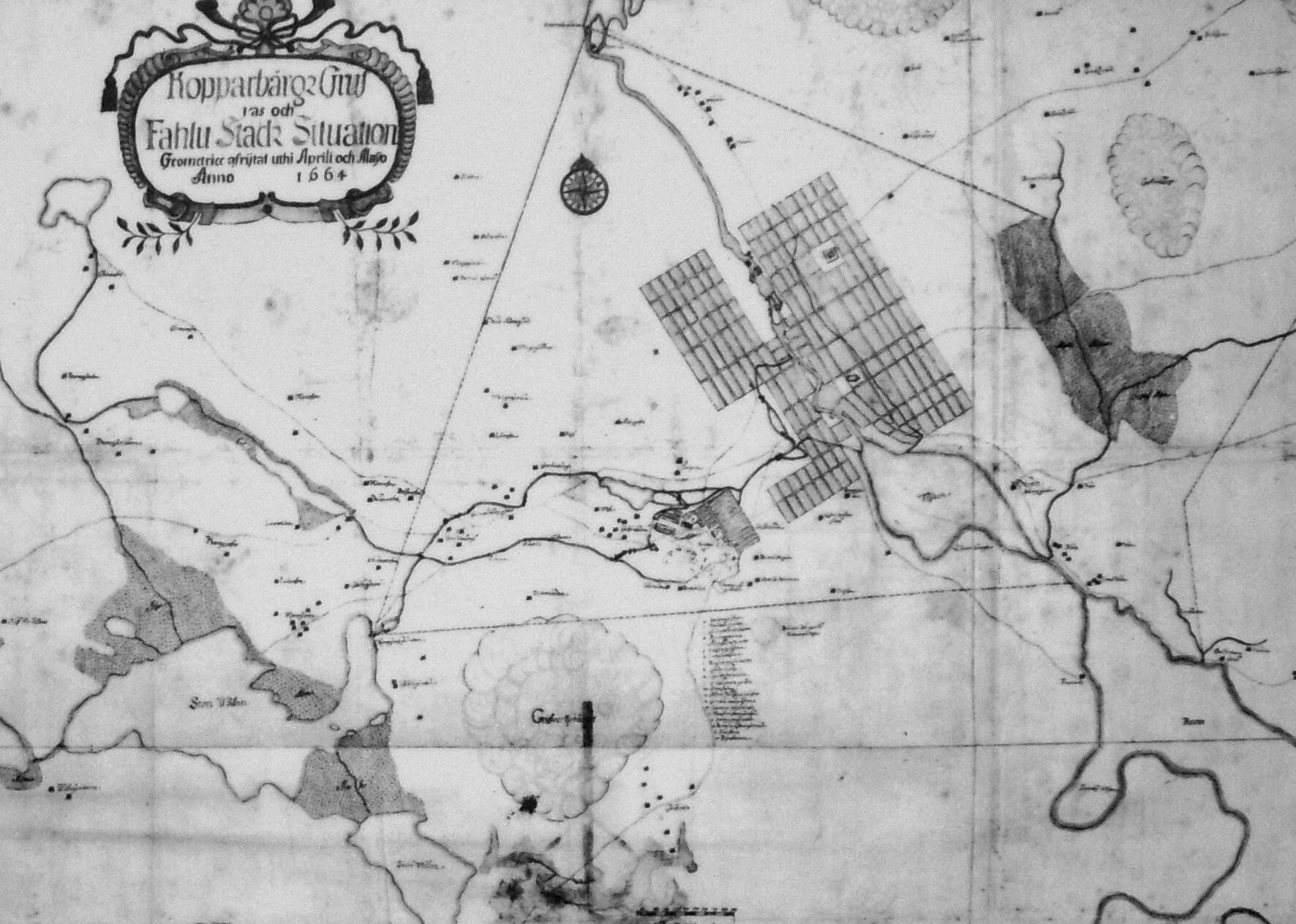
Falun 1664

Under hela perioden efter medeltiden fram till 1800-talets andra hälft kännetecknas svensk stadsplanering av rätvinkliga rutnätsplaner efter renässansens ideal. Idéerna kom från Italien och spreds via planscher visande planer och byggnadsverk samt propagandistiska beskrivningar. Efter Stockholm följde Köping och Norrköping (1641), Hedemora (1642) samt Uppsala (1643).
Även nygrundade städer fick samma ganska enkla och schematiska rutnätsplaner, där torget och kyrkan var den enda variationen. Än i dag syns dessa planmönster i nästan samtliga våra städer. Här kan nämnas den rika gruvstaden Falun vars rutnätsstadsplan ritades 1664 och staden anlades längs båda sidor om Faluån. Vid den tiden var Falun Sveriges näst störstas stad med cirka 6 000 invånare. I Stockholm genomfördes en mer terränganpassad och varierad stadsplanering som liknar en radialplan med slottet Tre Kronor i centrum. Möjligtvis var en förebild den venetianska modellstaden Palmanova.
En speciell variant i stadsplaneringen bildade de så kallade fästningsstäderna. Det var städer med ett omgivande stjärnfort med vallgravar. Själva staden var även här anlagt efter ett rätvinkligt mönster (med undantag för Fredrikshamn som hade en radialplan), men befästningskransen var mångkantig med utskjutande bastioner. Det blev mycket kostsamma ingrepp och bara några få städer av denna typ realiserades; bland dem Karlskrona, Helsingborg, Göteborg och Kalmar. Projektet för regleringen av Landskrona till en fästningsstad stannade dock på pappret. Jönköpings fästningsplan från 1620 genomfördes bara delvis. Fredrikshamn (finska Hamina) är en av de få fästningsstäder i Europa som uppfördes konsekvent efter en radialplan och som fortfarande idag har kvar grunddragen och en del av befästningarna. Stadsplanedokumenten för fästningsstäder, som den för Fredrikshamn och Landskrona (bild överst), är ofta estetiskt påkostade.

Svenska fästningsstäder
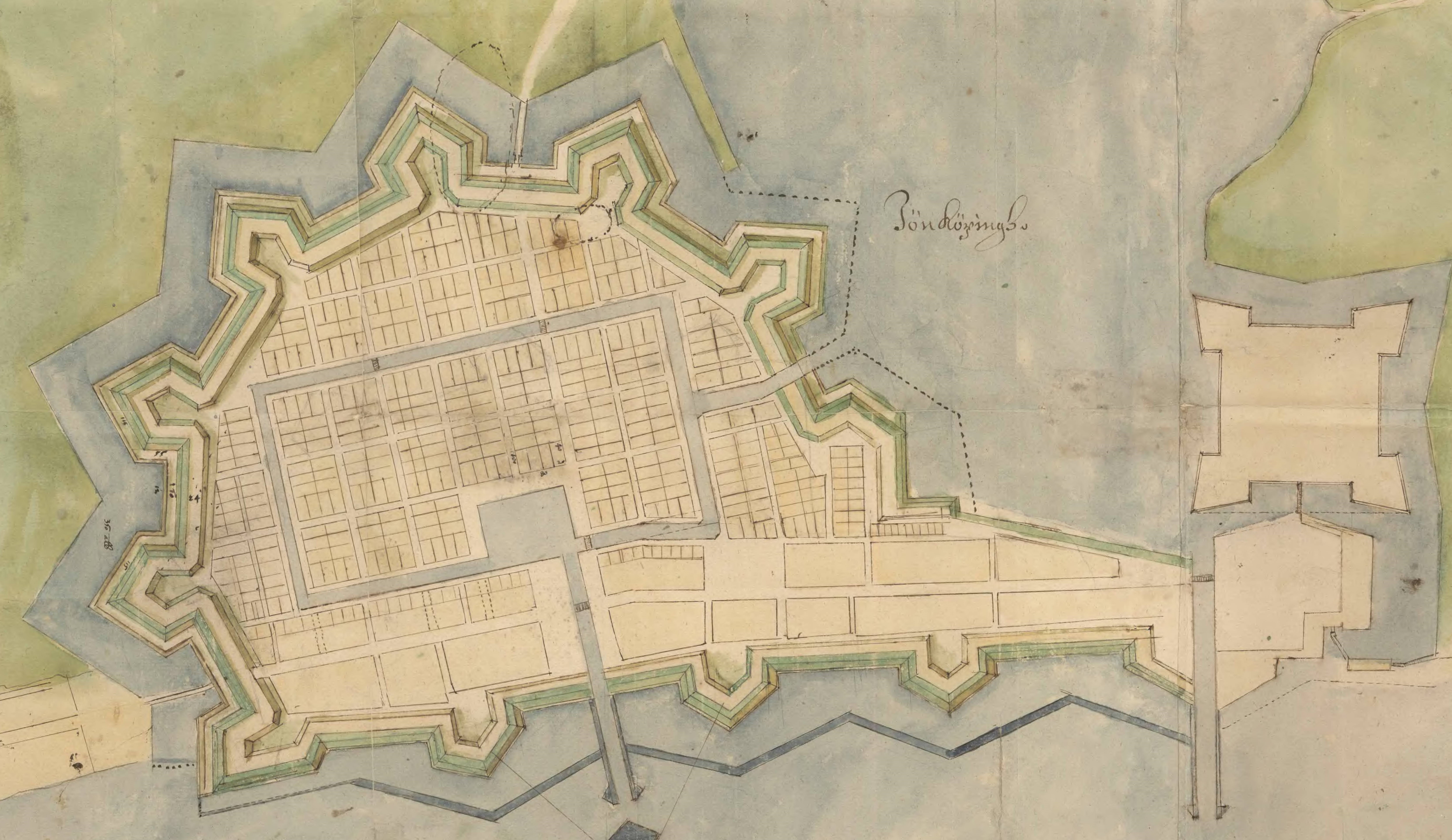
Jönköping 1620
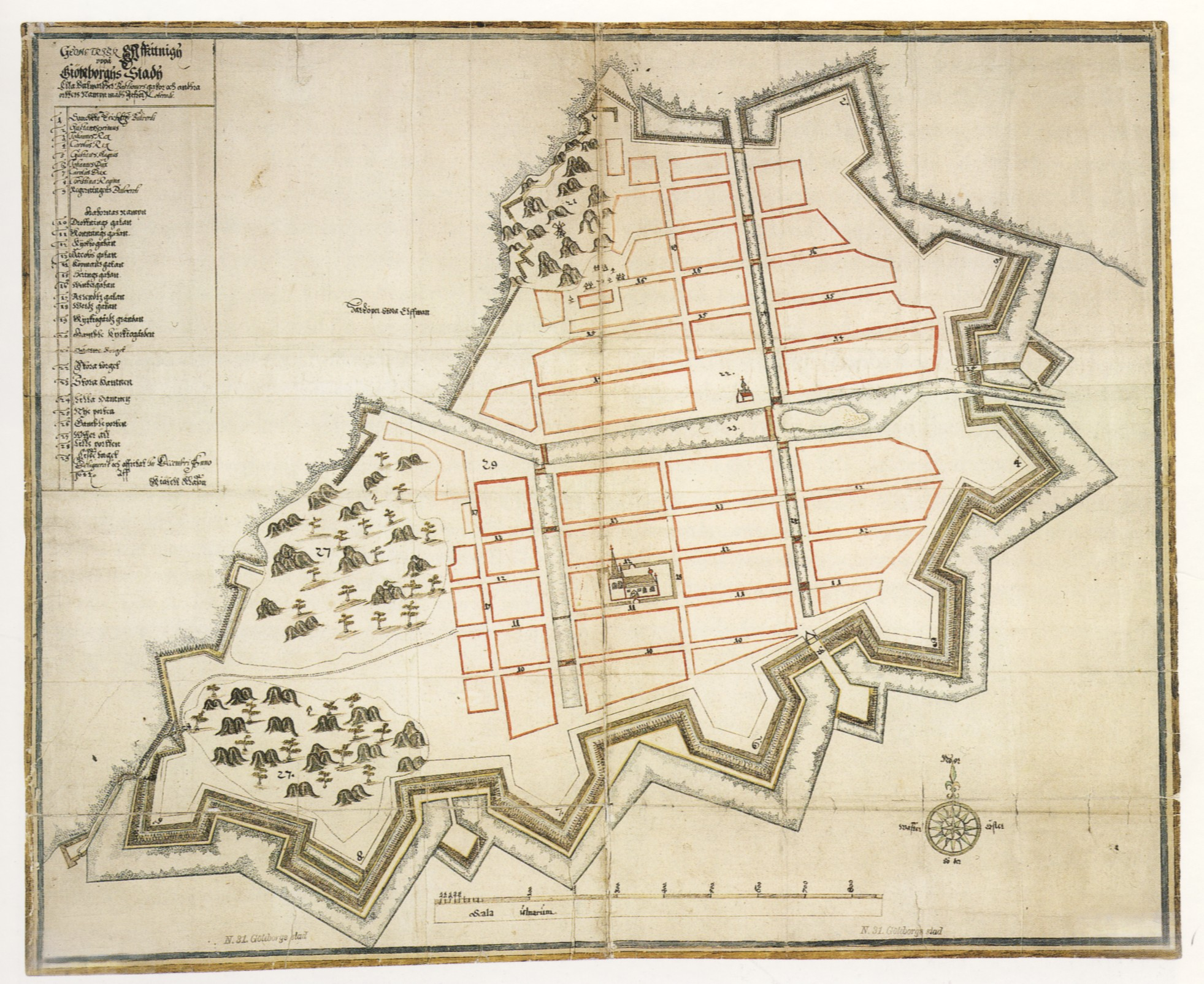
Göteborg 1644
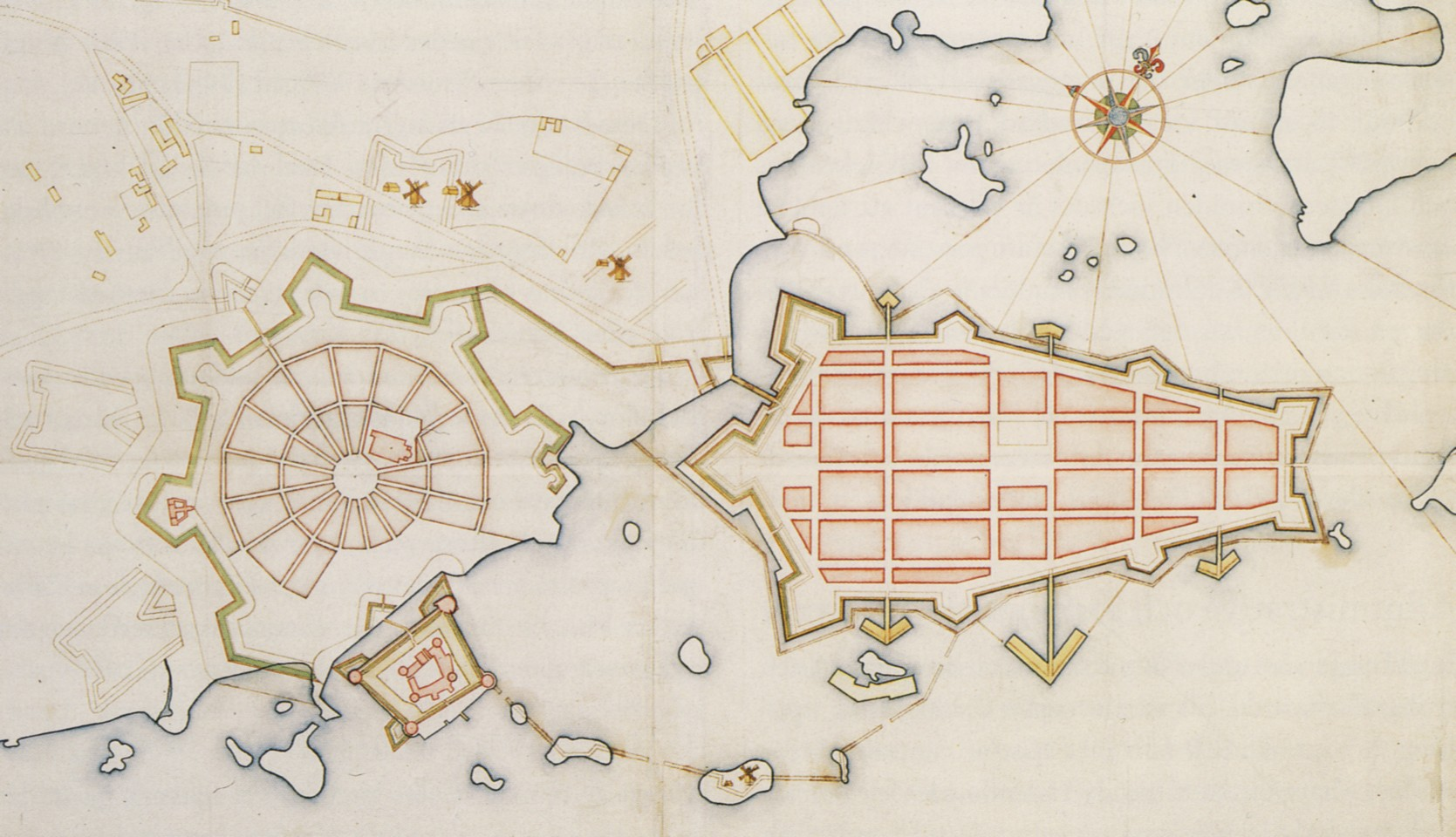
Kalmar 1650
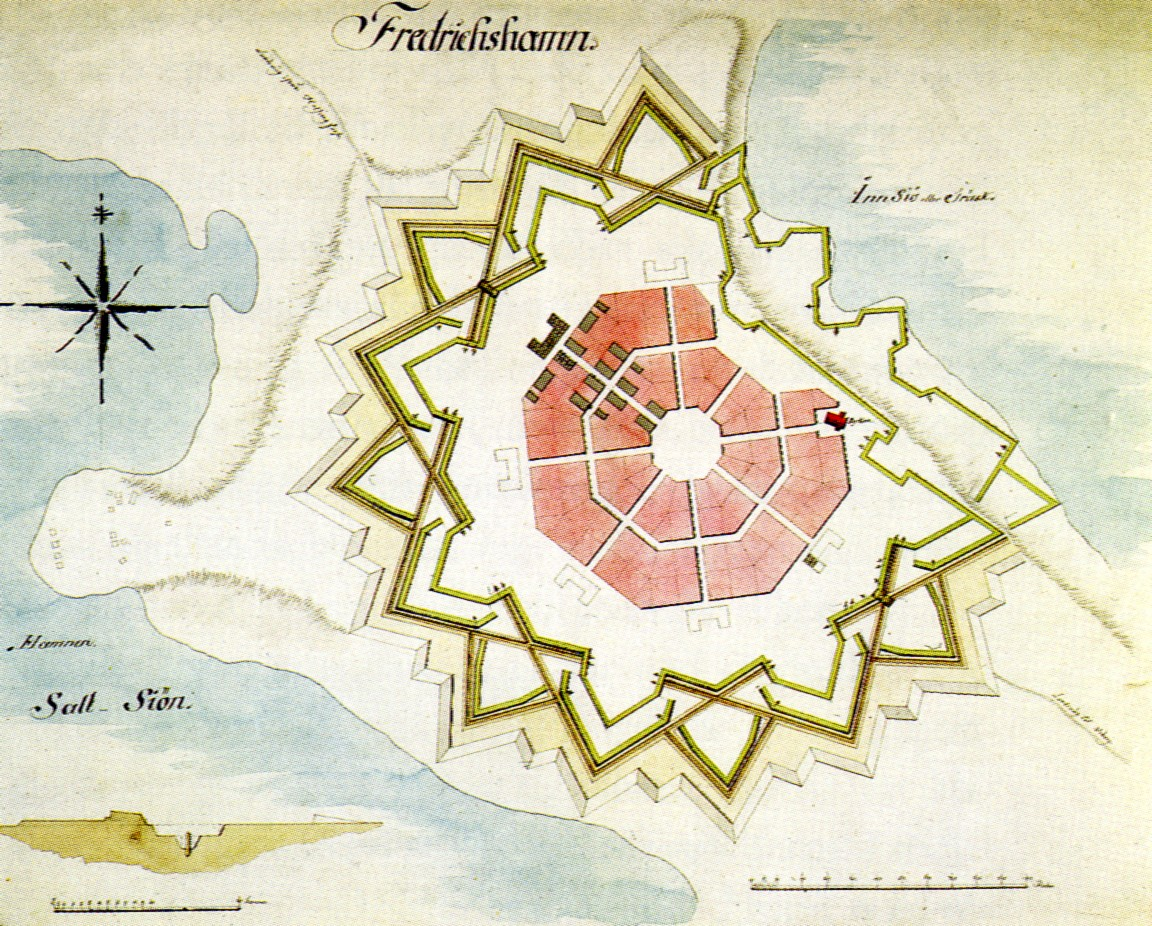
Fredrikshamn 1720

Den vanligaste åtgärden i samband med nyplanering av städer var flyttning av bebyggelsen. Att flytta trähus var förhållandevis enkelt. De kunde lätt tas isär och sättas samman på annan plats. Bland andra flyttades Västervik 1544 och Eksjö 1569 samt Nya Lödöse (Göteborgs föregångare) i slutet av 1500-talet. Rivningar av befintlig bebyggelse gjordes ibland i samband med att slott eller befästningar skulle anläggas. I Vadstena revs på 1540-talet den medeltida stadsdelen Sanden för att ge plats åt Vadstena slott.
Rikets mest omfattande rivningar utfördes i Stockholm på 1600-talets mitt när stadens stora regleringar på Norrmalm och Södermalm utfördes. Regleringen innebar att hundratals hus och gårdar revs eller flyttades för att ge plats för ståtliga stenhus. Med tanke på stadens storlek var det en omvandling som till sin omfattning var vida större än Norrmalmsregleringen; omdaningen av Stockholms city på 1950- till 1970-talen. Ofta togs även bränder som anledning att återuppföra den avbrända stadsdelen i ny, helt förändrad skepnad och att föreskriva bebyggelse med stenhus i stället för trähus eller ett gatunät som skulle försvåra spridning av framtida bränder. Den första planmässiga regleringen som hade en brand som anledning utfördes 1613 i Kalmar och efter den Stora vådelden på västra sidan av Stadsholmen 1625 utfördes Stockholms första gatureglering med en rätvinklig rutnätsplan.
Fortfarande under 1700-talet dominerade den enkla rutnätsplanen, men en del variationer infördes. Det gällde exempelvis strandgator med kajer för att säkerställa tillgång till vatten vid brand. Stockholm hade redan på 1600-talet fått sin strand-paradgata i Skeppsbron, följd av fria stränder på Riddarholmen och Norrmalm. Exempel från andra städer med fria stränder är Karlstad (1752), Falun (1761) och Gävle (1776). Även trädplanterade alléer började luckra upp de stela stadsplanerna. De fungerade även som brandmurar som Carl Johan Cronstedt menade i en skrivelse 1767. På 1700-talet var befolkningsökningen låg. I Stockholm ökade den inte alls mellan 1685 och 1710. Därför dröjde det till långt in på 1800-talet innan stormaktstidens stadsplaner realiserades fullt ut.
1700-talets svenska stadsplaner upprättades i regel av stadsingenjörerna. En av dem var landets förste stadsingenjör Anders Torstensson. Han planerade inte bara Stockholms malmar utan även Södertälje, Uppsala, Åbo och ytterligare några till.

## Industrialismens stadsplanering och rutnätsplaner
När den industriella revolutionen kom till Sverige ökade befolkningstalen i städerna igen och det kraftigt. Sverige hade vid 1800-talets mitt ungefär 3,5 miljoner invånare. Mellan 1860 och 1900 trefaldigades befolkningen i de svenska städerna från 0,43 till 1,37 miljoner personer. Stockholm var landets största industristad, även Göteborg, Norrköping och Gävle var viktiga industristäder och fler tillkom. Det krävdes en övergripande planering för att kunna tillgodose städernas behov av bostäder, skolor, sjukhus, fängelser, fabriker och inte minst krävdes planering för den nya infrastrukturen i form av järnvägen, med sina nya stationshus samt för vattenverk, gas- och elektricitetsverk. Stor hänsyn skulle tas till brandskydd och "sundhetsfrågor".
Uppgiften att formulera en sådan övergripande plan gick till Albert Lindhagen. Hans planförslag antogs 1874. Det blev en författning som även mätt med europeiska mått var modern och progressiv. Byggnadsstadgans huvudpunkt var att det blev obligatoriskt för städer och tätorter att ha en stadsplan, som skulle styra stadens utbyggnad. Begreppet stadsplan levde kvar till 1987 då den ändrades till detaljplan.
Vid den snabba stadsutbyggnaden som nu följde var rutnätsplanen fortfarande det dominerande mönstret. Idéerna hämtades främst från de stora kejsarstäderna på kontinenten, S:t Petersburg, Wien, Paris och Berlin, där Ringstraße i Wien och Georges-Eugène Haussmanns boulevarder i Paris blev förebilder. Stadsplanerna för dessa städer byggde på en klassicistisk tradition med rätvinkliga kvarter inordnade i ett storskaligt system av gatuaxlar och stjärnformiga platsbildningar. I Göteborg genomfördes dessa idéer redan innan den allmänna byggnadsstadgan hade kommit till. Sveriges första stadsplanetävling gällde områdena utanför Göteborgs vallgrav, de nuvarande stadsdelarna Gullbergsvass, Heden, Lorensberg, Vasastaden och Haga. Med utgångspunkt från det resultatet upprättades en stadsplan som fastställdes 1866, där huvudaxeln bildades av Kungsportsavenyn. Fortfarande var brandkatastrofer den utlösande faktor för omfattande stadsplaneringar, som Sundsvallsbranden och Stadsbranden i Umeå båda 1888.

1800-talets rutnätsplaner
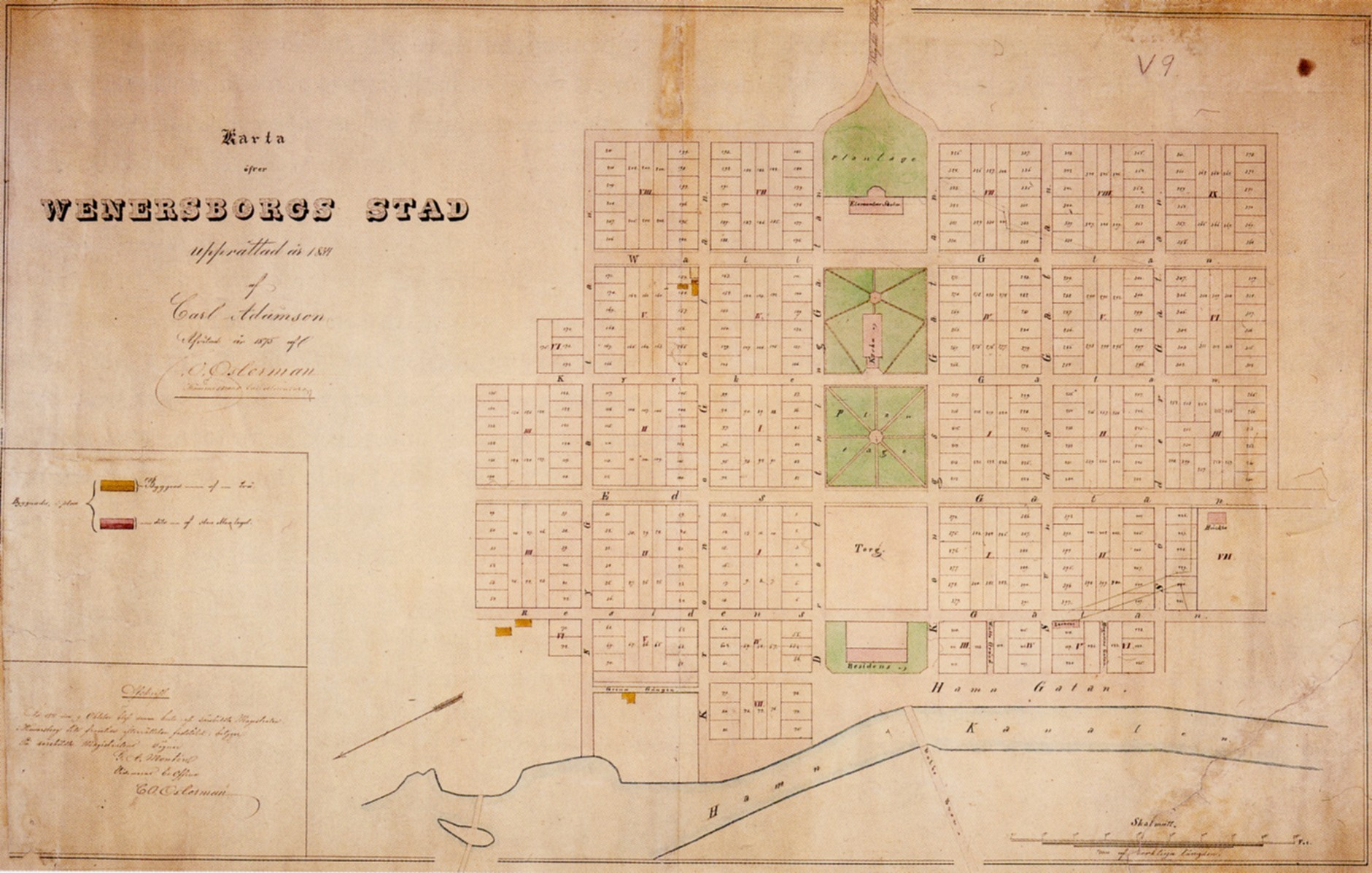
Vänersborgs plan från 1834 vilken i princip genomfördes
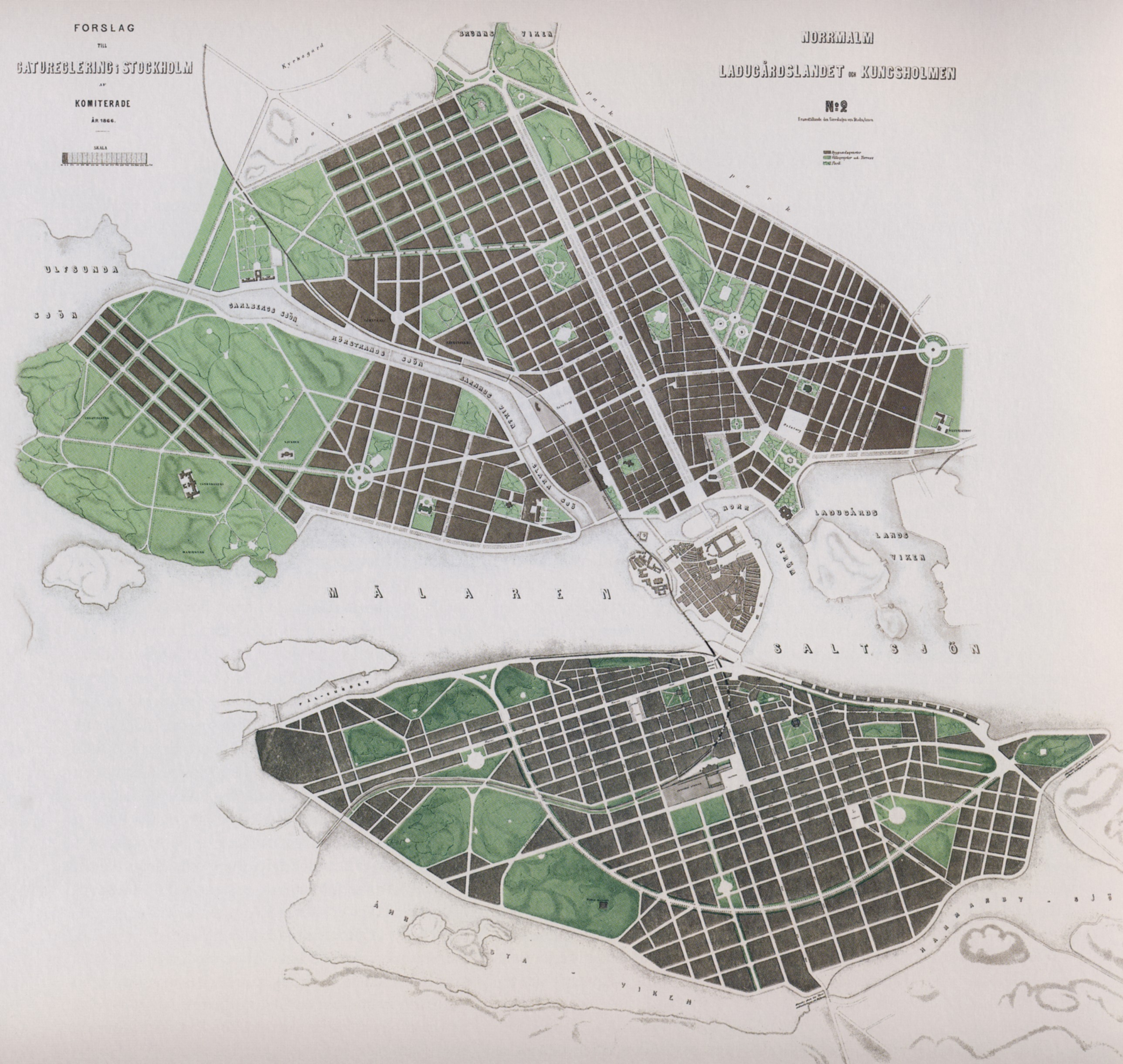
Albert Lindhagens generalplan för Stockholm, huvudsakligen genomförd
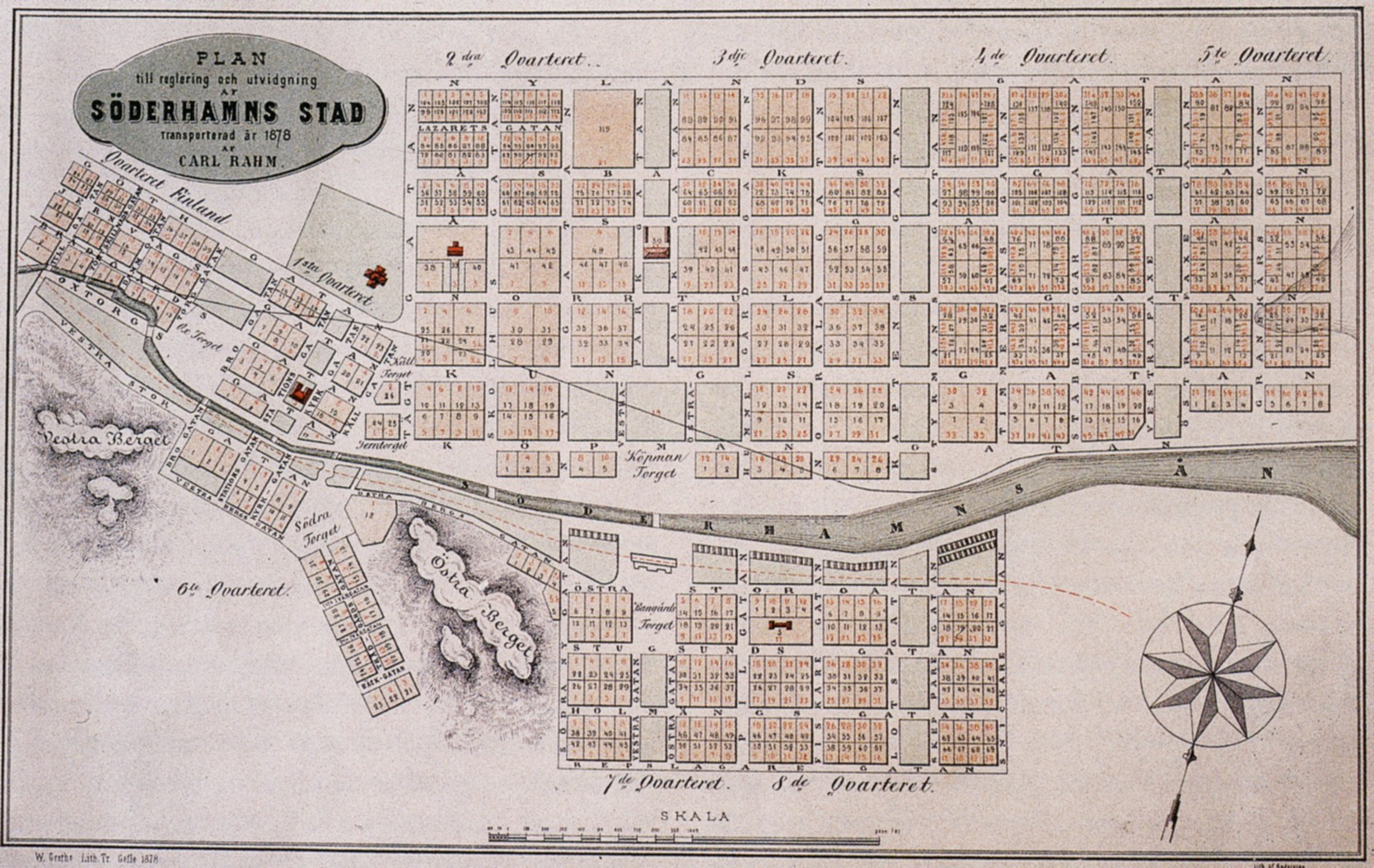
Plan för reglering av Söderhamns stad från 1876, delvis genomförd
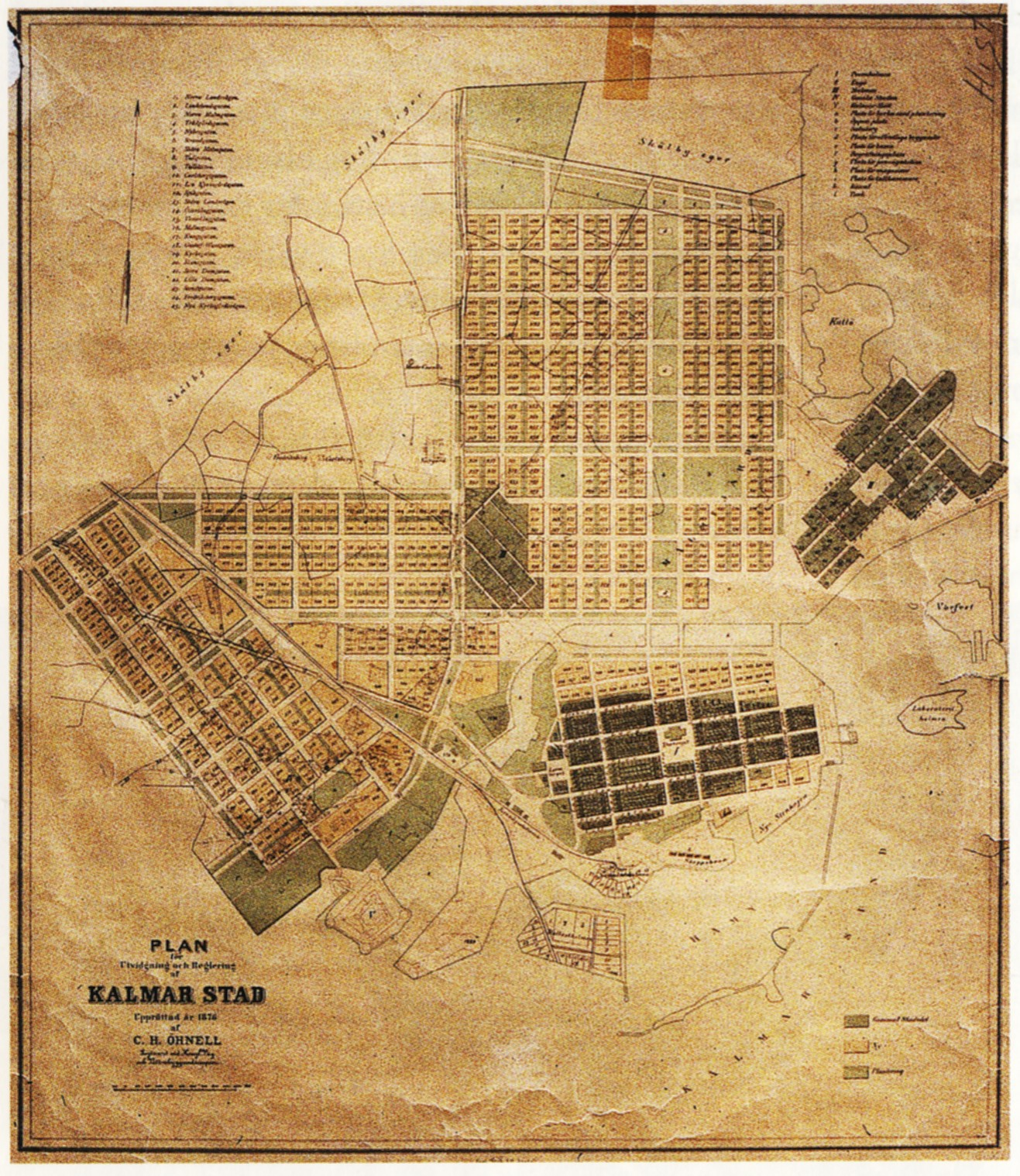
Plan för reglering av Kalmar från 1877, genomfördes inte

Industrialismens stadsplanering var den stela rektangulära kvartersstadens tid. Planarbetet utfördes ofta av ingenjörer och var ibland rena skrivbordsprodukter som inte gick att genomföra i praktiken. I Tidskrift för Byggnadskonst och Ingenjörsvetenskap publicerade arkitekt Adolf W. Edelsvärd 1859 en strängt symmetrisk modell-stadsplan för svenska städer med järnvägsstationer. Karakteristiskt för de dåtida idealen var den stora platsen framför stationsbyggnaden som omgavs av offentliga byggnader, till höger och vänster därom utbredde sig ett rektangulärt kvartersmönster för bostadshus.
Även Stockholms Gamla stan skulle förvandlas efter den nya stadsplanekonstens ideal. Det fanns inte mindre än tio allvarliga förslag att lägga en rutnätsplan över stadsdelen. Den mest långt gångna presenterades 1873 av Rudolf Brodin, Axel Kumlien och Axel Ryding. Gamla stan slapp en fullständig omdaning tack vare de höga kostnaderna som ett sådant projekt skulle ha inneburit (se Stadsplanering i Gamla stan).

## Nationalromantikens mjuka former och trädgårdsstäder
Mot slutet av 1800-talet kom nya stadsplaneidéer till Sverige. Ett antal unga arkitekter och ingenjörer hade tröttnat på regelbundenheten och pläderade för en mjukare, terränganpassad stadsplanering utan ändlöst långa esplanader. Det var den österrikiske arkitekten Camillo Sittes tankar som hade översatts till svenska förhållanden. Även stadsplaneringen smittades av dåtidens konstriktning: nationalromantiken och kritiken mot "ingenjörsstäder" eller "lantmäteristäder" som kommit till med hjälp av linjalen och "utan egentligt konststudium" hördes av bland annat Per Olof Hallman.
En förespråkare för detta ideal var förutom Hallman även Fredrik Sundbärg (senare stadsarkitekt i Landskrona) som 1897 menade i tidskriften Ord och Bild: "Vart man vänder sig, i små eller stora städer, på jämn eller kuperat mark, ser man nästan bara schackbrädesystem…" Sundbärg hade skrivit några kritiska artiklar mot det gängse sättet att planera städer i Sverige. Han menade att rutnätssystemet visserligen tillämpades även utomlands, men i Sverige hade det haft extra stor framgång. Som varnade exempel pekade han på Skara, där man hänsynslöst hade ritat ett rutnät över den medeltida stadsplanen. Ironiskt undrade han varför man hade sparat domkyrkan som störde det vackra systemet. Planen genomfördes aldrig och Skara har kvar sitt medeltida gatunät.

Den mjuka stadsplanens anhängare
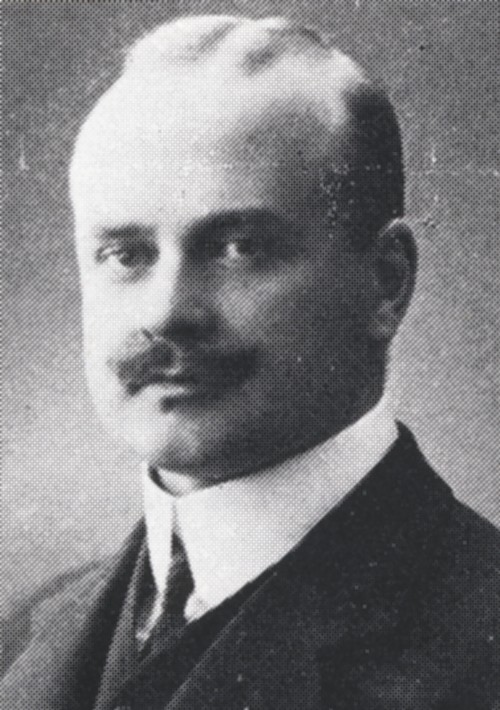
Albert Lilienberg
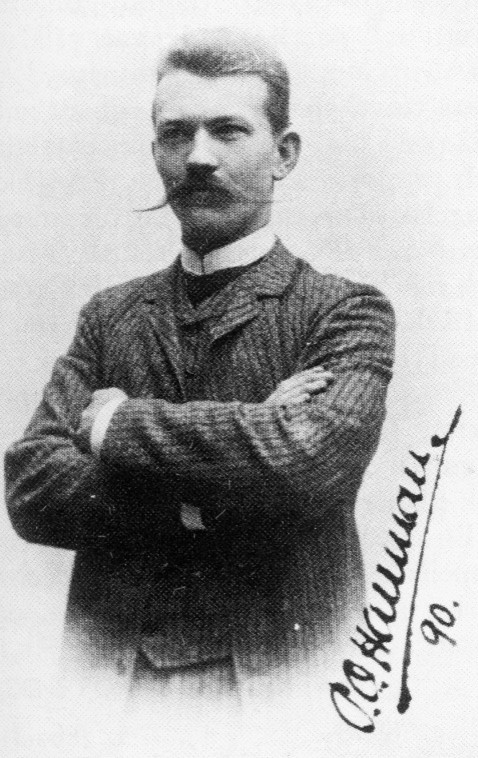
Per Olof Hallman
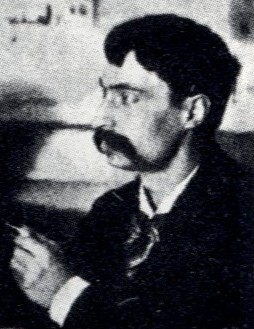
Fredrik Sundbärg
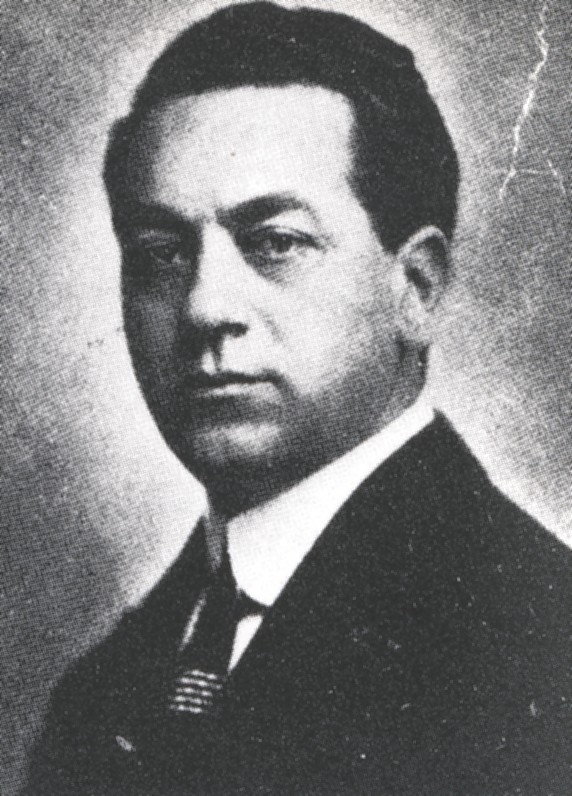
Gustaf Linden

Per Olof Hallman var specialist på stadsplaner och ivrade för vad man då ansåg var moderna och sunda idéer på detta område. Han gjorde upp planer för en lång rad svenska landsortsstäder, bland annat Kiruna, Kalix, Boden, Haparanda, Härnösand, Ludvika, Sigtuna, Åre och Västerås. I Stockholm skapade han många stadsplaner, bland annat för Lärkstaden (1902–1907), Aspudden (1906), Diplomatstaden (1913–1915) och Röda bergen (1922). År 1901 vann han (tillsammans med kollegan Fredrik Sundbärg) 1:a priset för planen till den nya stadsdelen Johanneberg i Göteborg. För genomförandet svarade till stor del Albert Lilienberg, Göteborgs förste stadsingenjör (1907–1927) och även han en anhängare av Sittes idéer. Till de största och mest konsekvent genomförda områdena i Sittes anda hör Bagaregården och Kungsladugård i Göteborg. Här uppfördes efter arkitekt Arvid Fuhres ritningar de för Göteborg typiska landshövdingehusen med en våning i sten och två våningar i trä.
Även Gustaf Linden, från 1912 stadsarkitekt i Linköping, var anhängare av Camillo Sittes idéer om en mjukare, terränganpassad och konstnärligt gestaltad stadsplan. Lindens stora insats skulle bli en generalplan för Linköping som blev klar 1923. Denna plan täckte även in framtida utbyggnadsområden och blev det dittills mest genomarbetade exemplet på en sådan övergripande plan.
Den femte stadsplaneraren i gruppen kring Sittes idéer var civilingenjören Nils Gellerstedt. Han vann 1906 förstapris i stadsplanetävlingen för Helsingborg. Tävlingsprogrammet var mycket likt Göteborgstävlingen fem år tidigare, även här var terrängen starkt kuperad och anledningen till stadsplanen var en kraftig befolkningsökning i staden. Prisnämnden tyckte att "den måleriska verkan i stadsbilden övertygade". Hallman, Gellerstedt och Lilienberg upprättade uppskattningsvis 80% av alla svenska stadsplaner under 1900-talets första decennium.

Nationalromantikens stadsplaner; fyra exempel
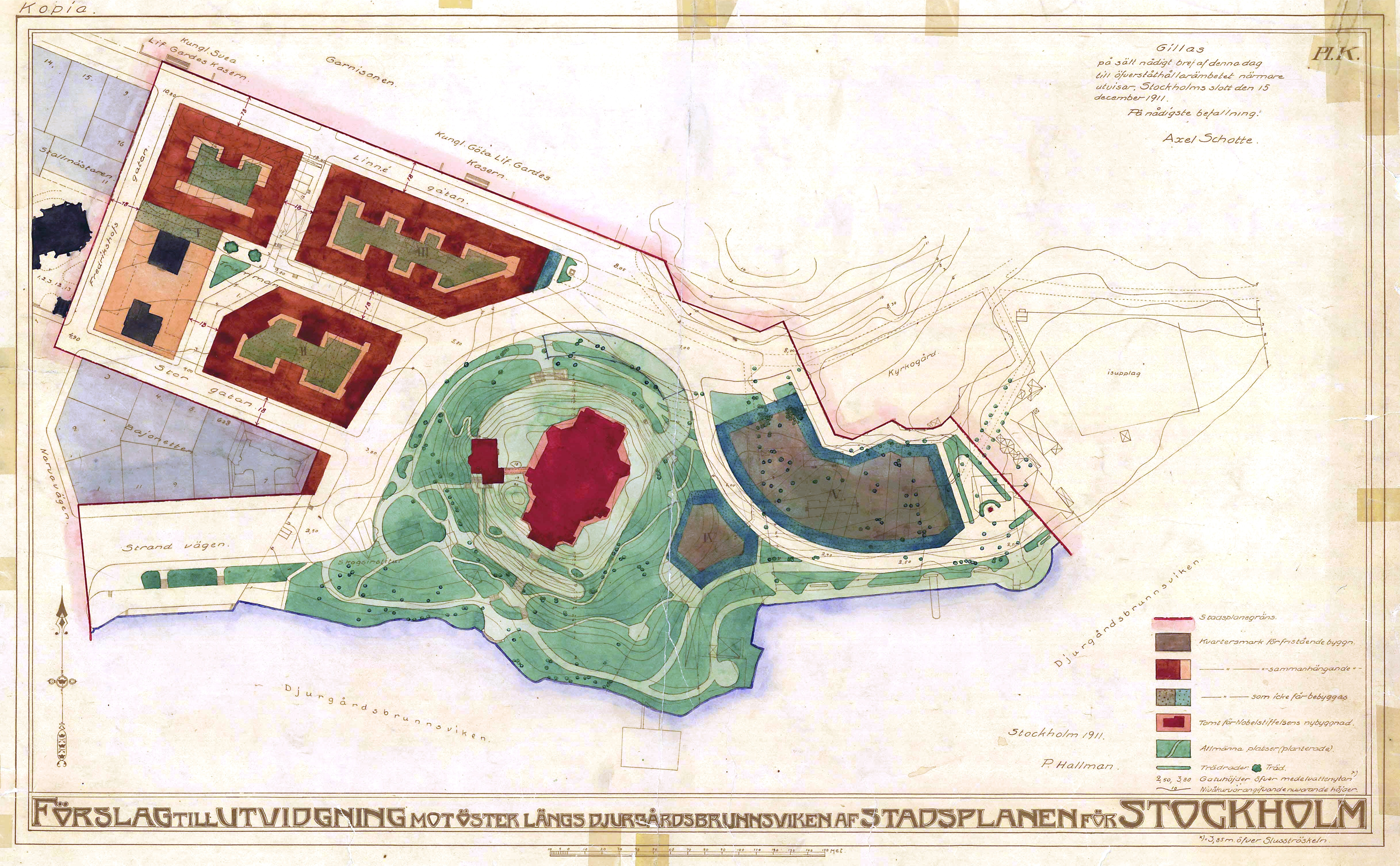
Stadsplan för Diplomatstaden och Nobelparken i Stockholm upprättat av P.O. Hallman 1911
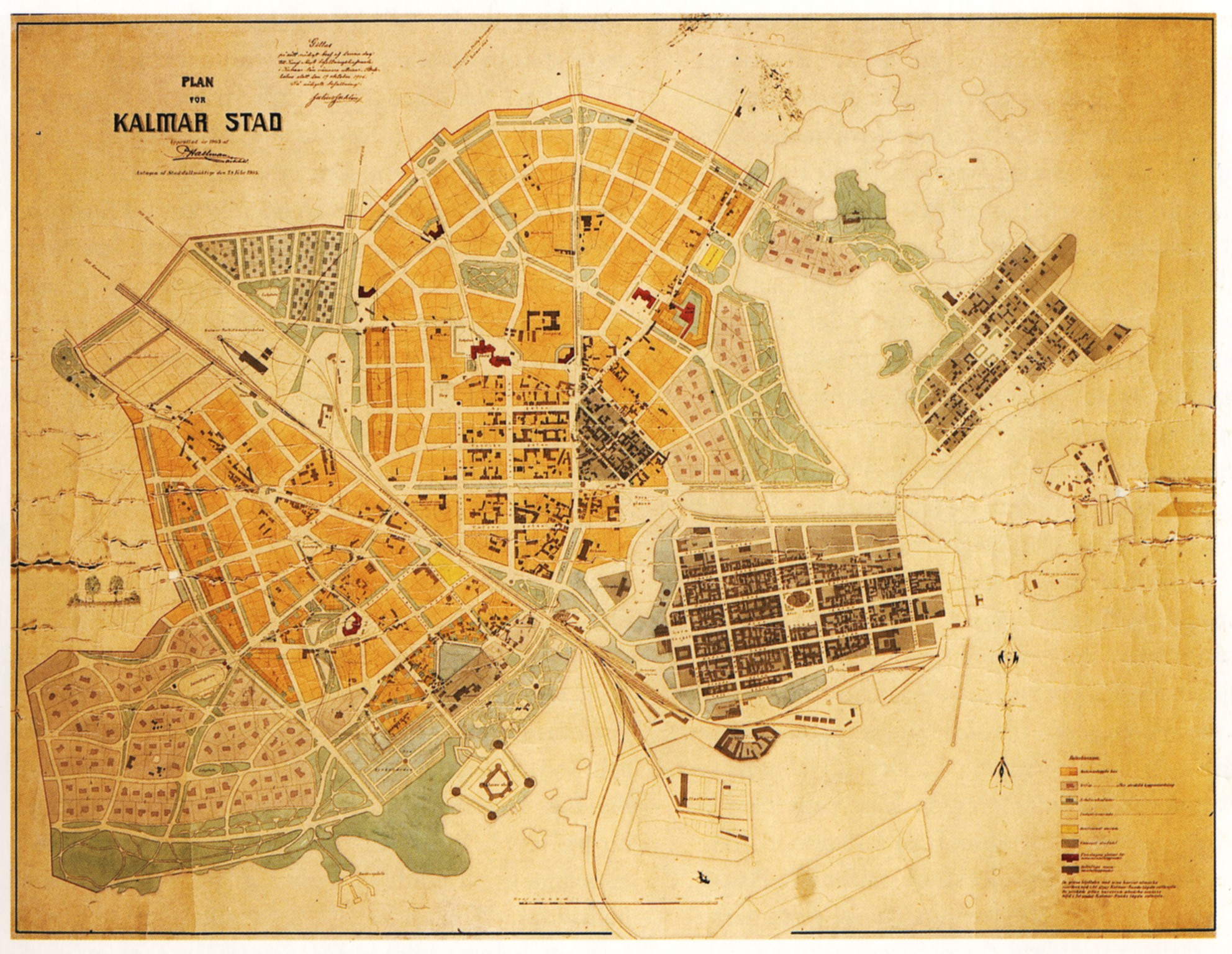
P.O. Hallmans stadsplan för Kalmar som fastställdes 1906, jämför rutnätsplanen från 1877
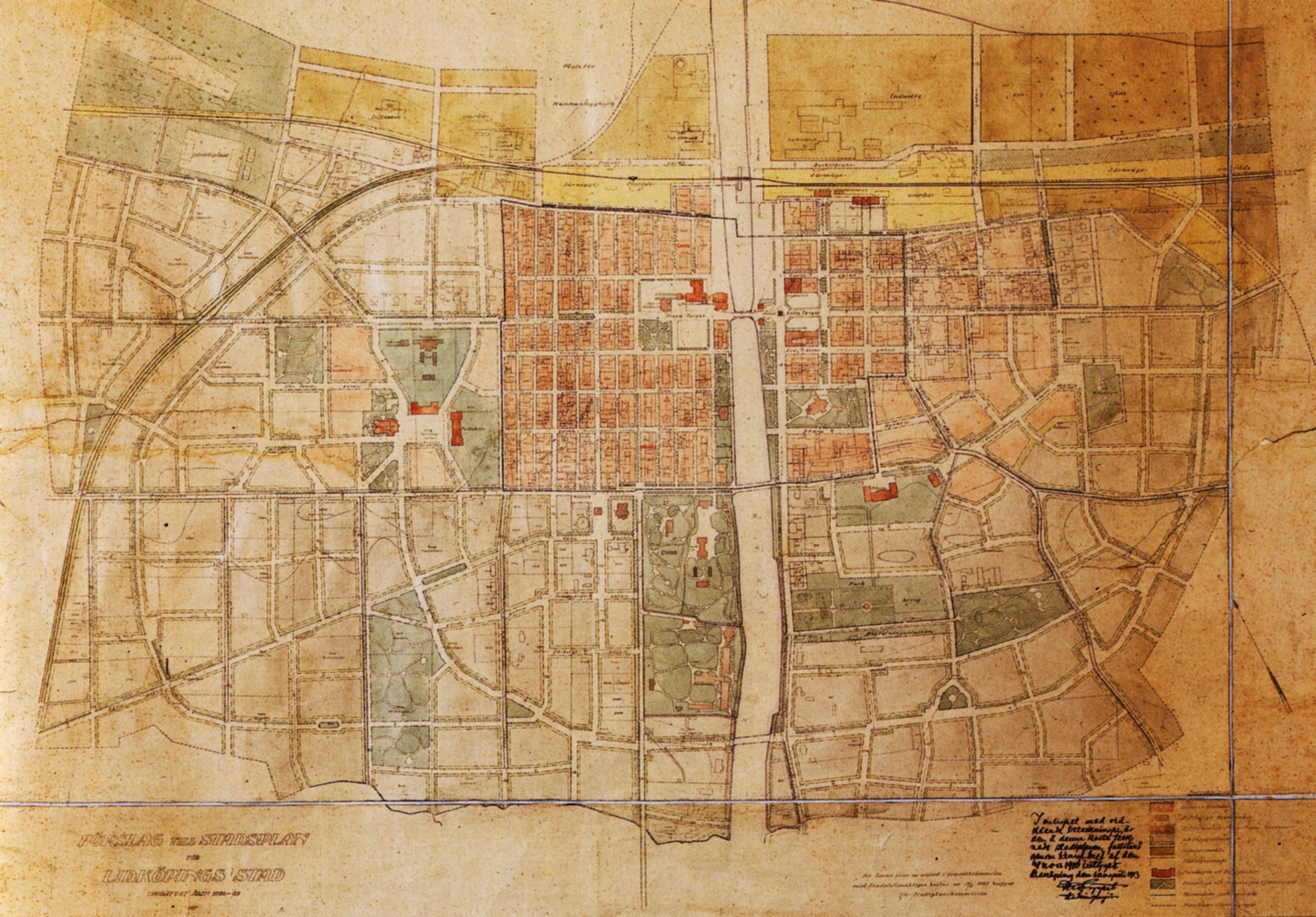
Stadsplan för Lidköpings utvidgning upprättat av Nils Gellerstedt 1906
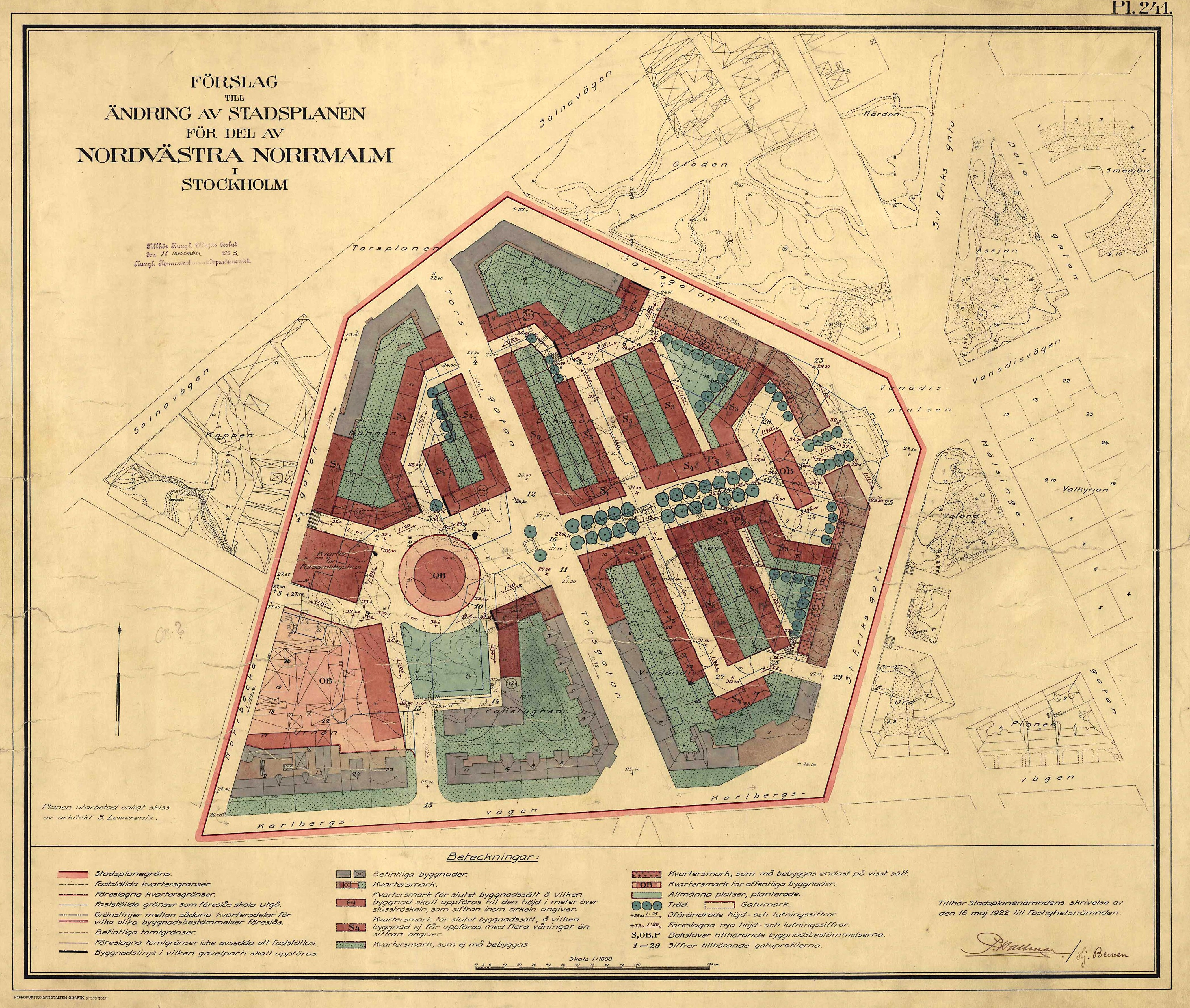
Hallmans stadsplan för Röda bergen från 1922 gäller än idag

Stenstaden räckte snart inte längre till för att ta emot den stora tillströmningen av människor. Genom tillkomsten av offentliga kommunikationsmedel blev det nu möjligt att bebygga nya områden längre ut från stadens centrum och trädgårdsstäder, villasamhällen och förorter föddes. Trädgårdsstadens idé hade kommit från England och samhällsreformatorn Robert Owen samt stadsplaneraren Ebenezer Howard. Tanken var att flera trädgårdsstäder (Garden Citys) skulle, likt satelliter, placeras nära naturen kring huvudstaden (Central City).
I boken "Stockholms förstäder och villasamhällen" från 1911 redovisas inte mindre än 30 objekt från Täby villastad i norr till Nynäs villastad i söder. I en beskrivning om Aspuddens förstad hette det angående kommunikationer: "Dessa komma att blifva synnerligen bekväma och snabba och sker nu genom den elektriska spårvägen från Liljeholmsbron till Hägerstens allé."
Förutom i Stockholm finns även i Göteborg flera exempel på områden som inspirerats av den engelska trädgårdsstaden. Bland annat Örgryte trädgårdsstad, Landala egnahemsområde, Bagaregården. Även i Skellefteå finns en trädgårdsstad (se även Arkitektur och stadsbyggnad i Skellefteå).
Första världskriget blev ett avbräck för byggverksamheten i Sverige och på 1920-talet var Hallmans och Gellerstedts idéer till stor del överspelade (Sundbärg dog redan 1913). Nationalromantikens epok var över och stadsplanernas måleriska lekfullhet också, nu skulle planerna bli mera strama i 1920-talsklassicismens anda. Albert Lilienberg hade tidigt anpassat sig till den nya riktningen, hans planer blev stramare och mera tekniskt inriktade men även mer schablonmässiga. År 1927 blev Hallman avlöst av Lilienberg som stadsplanedirektör i Stockholm.

## Mellankrigstid och modernism
Mellankrigstiden var även en brytningstid för svensk arkitektur och stadsplanering. Modernismens formideal hade, som så ofta, kommit från utlandet, främst från Tyskland och den berömda Bauhausskolan i Dessau. I Sverige kom stilriktningen att kallas funktionalism och fick sitt definitiva genombrott i och med Stockholmsutställningen 1930, där Gunnar Asplund var utställningsarkitekt. Landets unga arkitekter som Sven Markelius, Paul Hedqvist, Kurt von Schmalensee, Nils Ahrbom, Helge Zimdal, Uno Åhrén, Sigurd Lewerentz och KFAI:s chef, Eskil Sundahl deltog med bidrag till utställningen, där de visade den nya funktionalistiska världen. Begreppet "Folkhemmet" i en svensk tappning myntades 1928 av Per Albin Hansson.
Ett år efter utställningen publicerades propagandaskriften "acceptera", skriven av Gregor Paulsson tillsammans med Gunnar Asplund, Wolter Gahn, Sven Markelius, Uno Åhrén och Eskil Sundahl. Den gick ut på att den nya tidens formspråk, det vill säga funktionalismen, måste accepteras och att historiens byggkonst inte längre kunde lära oss något; tvärtom, den var ett hinder och en belastning. 1934 utkom en annan uppmärksammad debattskrift som också skulle påverka mellankrigstidens bostadsbyggande: Kris i befolkningsfrågan av Alva och Gunnar Myrdal. I boken behandlades konsekvenserna av en fortsatt låg nativitet i Sverige och förslag hur den kunde övervinnas.
Stadsplaner efter funktionalistiska idéer eftersträvade luft, ljus och hygieniska bostäder. Planerna förverkligades i Stockholms nya förorter med flerfamiljshus som i Hammarbyhöjden och Traneberg, ofta bebyggda med smalhus, och även i egnahemsområden som i Norra Ängby, och villaområdet Södra Ängby. Det senare tros vara ett av världens största bevarade villaområden i funktionalistisk arkitektur, och skyddas av Riksantikvarieämbetet som riksintresse. Många av stadsplanerna hade ritats av Thure Bergentz, som var Albert Lilienbergs närmaste man.

Funktionalismens stadsplaner, några exempel från Stockholm
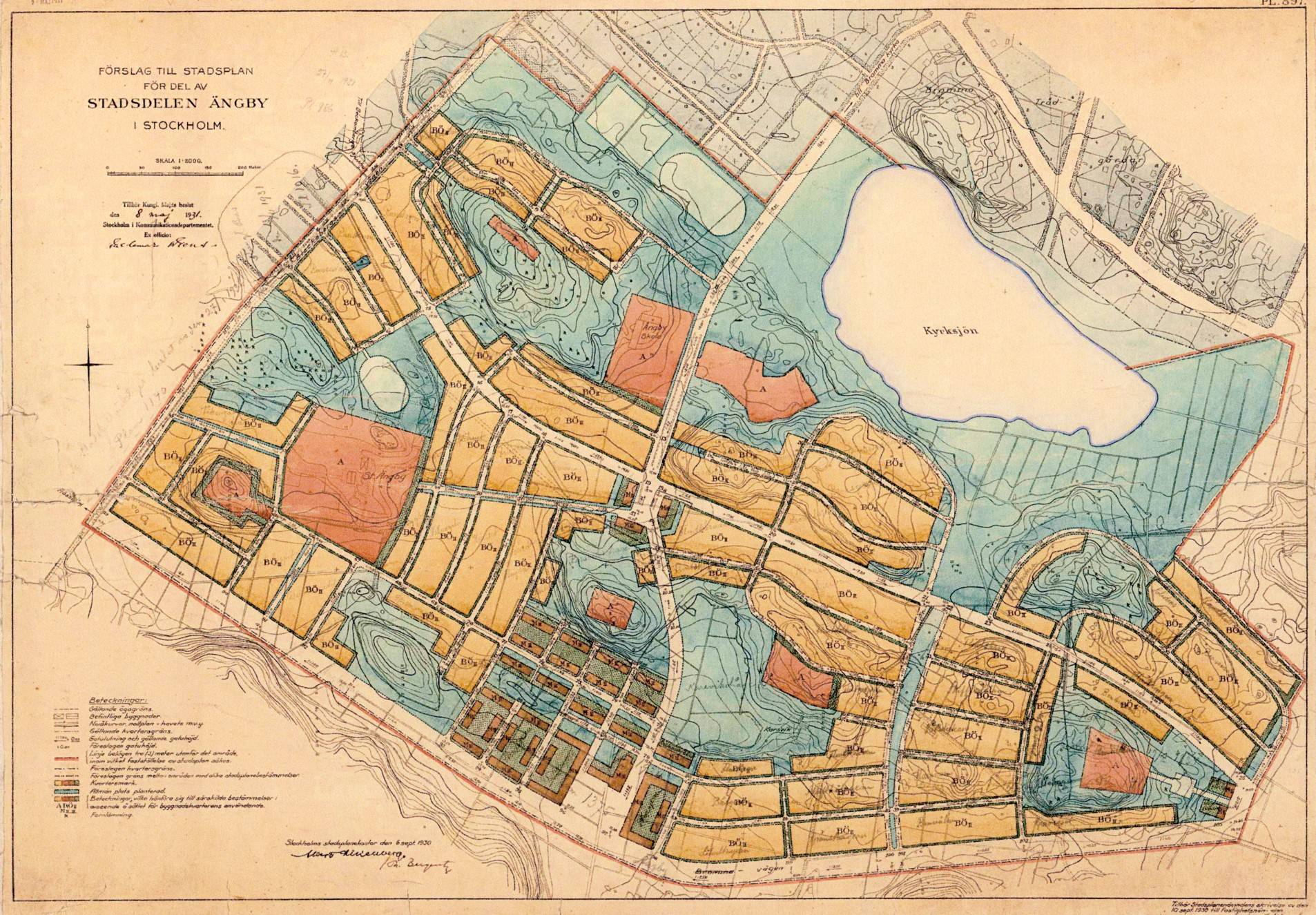
Norra Ängby, 6 april 1930
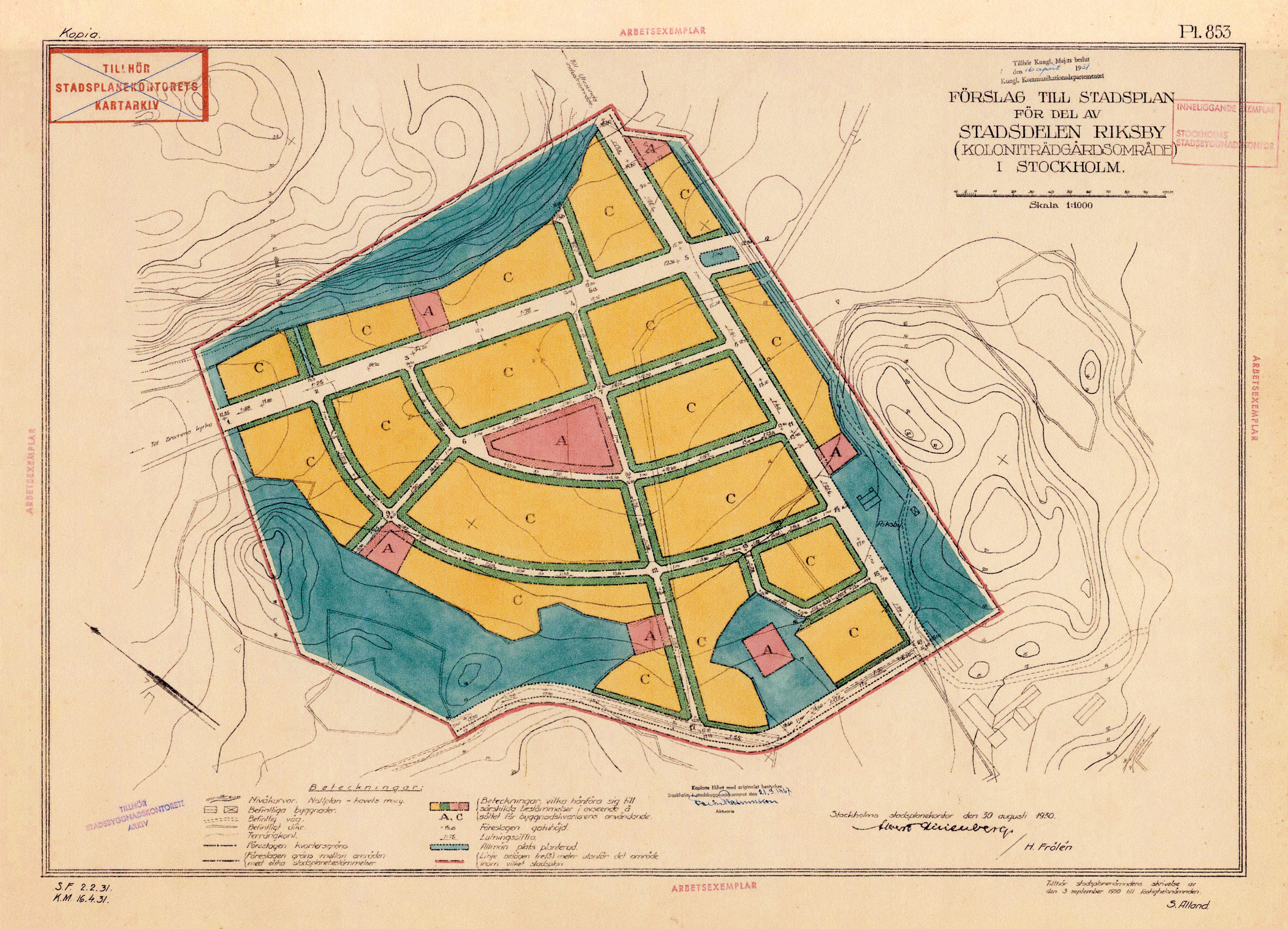
Riksby koloniträdgårdsområde, 30 augusti 1930
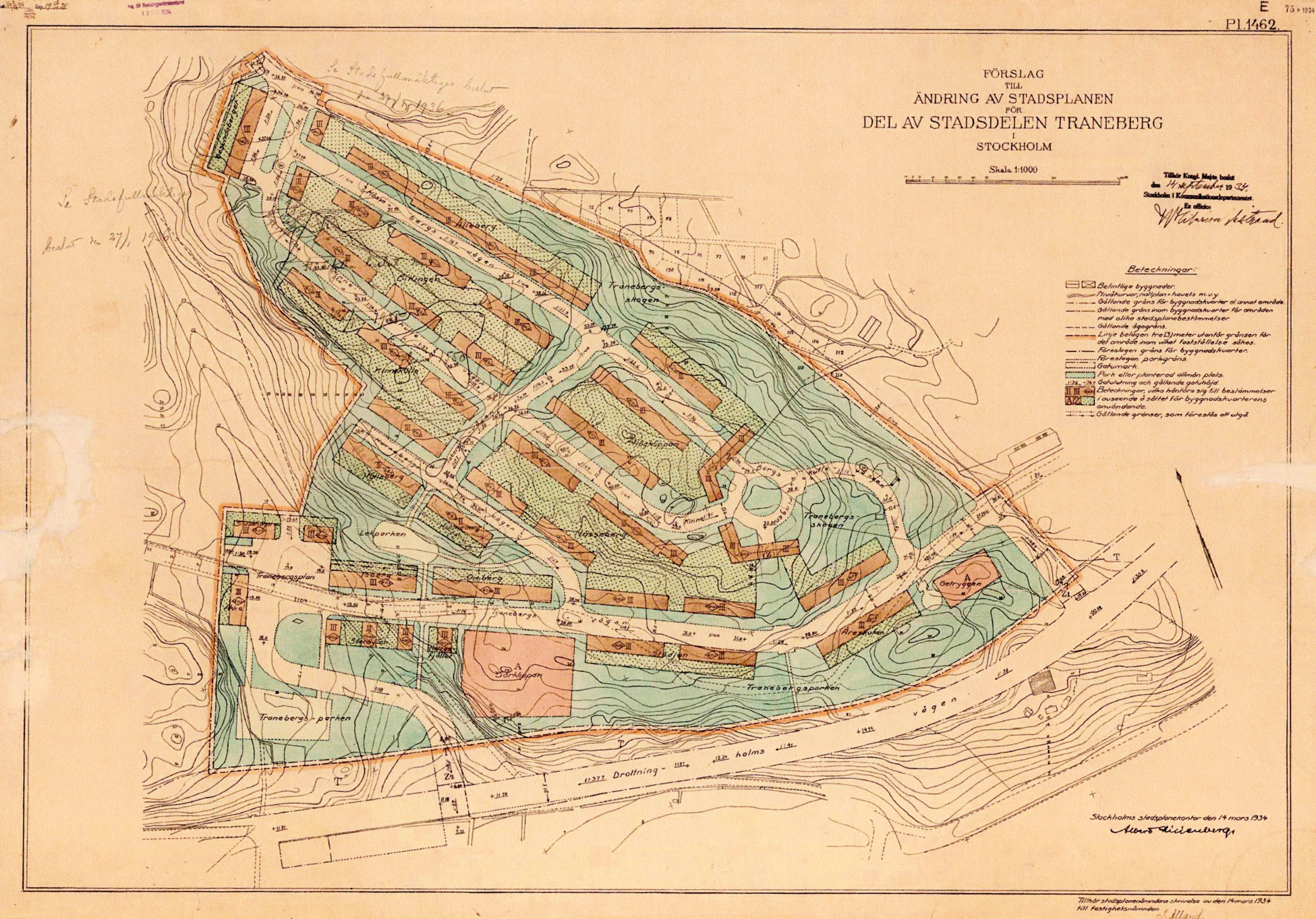
Traneberg, 14 mars 1934
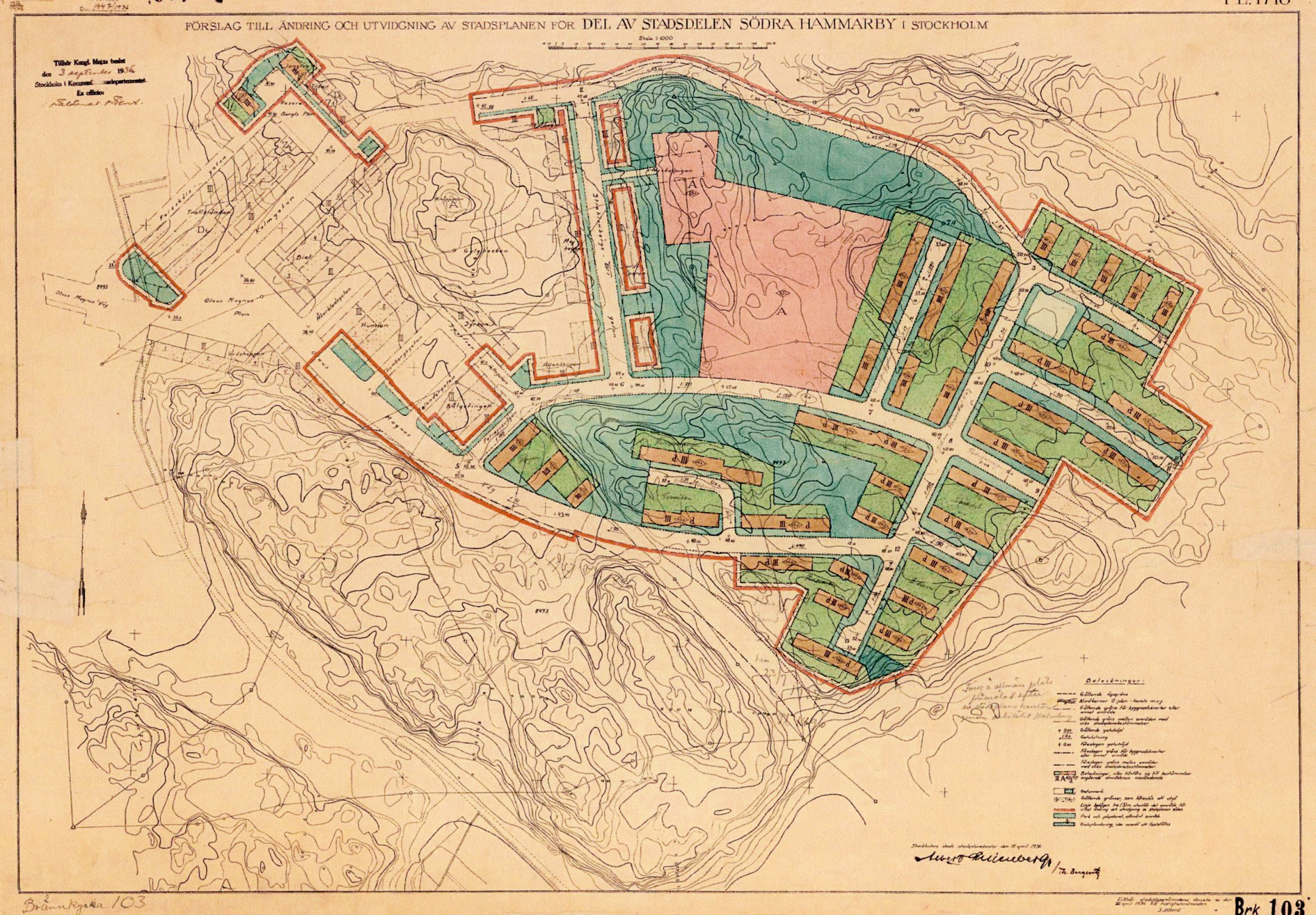
Södra Hammarby, 18 april 1936

I 1931 års stadsplanelag och byggnadsstadga infördes ett nybyggnadsförbud i stadsområden som var föremål för en planutredning. Begreppet nybyggnadsförbud innefattade även förbud mot upprustning och modernisering av fastigheten. Tanken var att förhindra värdestegring som skulle fördyra framtida inlösen av fastigheter i saneringsområden, men regleringen ledde även till att fastighetsägare inte längre underhöll sina byggnader och fastighetsbeståndet i de berörda områden förföll.
I Stockholm påbörjades planeringen för en omgestaltning av Nedre Norrmalm i och med Albert Lilienbergs Generalplan af Stockholm 1928, som förordade att Sveavägen skulle gå spikrakt från Sveaplan till Gustav Adolfs torg. En internationell stadsplanetävling utlystes 1932, men trots att 350 bidrag hade lämnats in ledde tävlingen inte vidare. Det som senare skulle kallas Norrmalmsregleringen stöttes och blöttes under många år och förverkligades först efter andra världskriget. Albert Lilienbergs idéer fick inget gehör. Han efterträddes 1944 av Sven Markelius.

## Folkhemsbygget, rekordår, stadssaneringar och det så kallade miljonprogrammet
Många stadsplaneprojekt hade legat på is under andra världskriget och ännu i början av 1950-talet var den svenska bostadsstandarden bland de lägsta i Europa. Efter kriget fanns ett uppdämt behov. Nu ville man äntligen komma igång med det stora arbetet att förverkliga folkhemmets och modernismens stadsplaneideal. Tidsintervallet mellan 1945 och 1960 kallas ofta ”folkhemsperioden” där det byggdes cirka 900 000 bostäder i Sverige. Svensk folkhemsarkitektur och byggande uppmärksammades även utomlands och det var första gången att utländska arkitekter inspirerades av svensk arkitektur i större omfattning. Fram till dess sökte svenska arkitekter under nästan alla tidsepoker inspiration utomlands. Folkhemsarkitekturen präglas av omsorgsfull och småskalig enkelhet i gestaltningen samt grannskapstanken i den övergripande stadsplaneringen, samtidigt som den hade sociala och politiska ambitioner.
Efterkrigstidens rekordår med en lång högkonjunktur för Sveriges exportindustri gav landet ekonomiska förutsättningar att finansiera projekten. Stockholms stad beslutade 1945, på stadsbyggnadsborgarrådet Yngve Larssons initiativ, att påbörja Norrmalmsregleringen. Det blev den mest omfattande svenska stadssaneringen i modern tid och engagerade en stor del av Sveriges arkitektelit. Norrmalmsregleringen möjliggjorde utbyggnaden av tunnelbanan, och pågick under lång tid, och så småningom under växande publika protester. Almstriden 1971 brukar anges som Norrmalmsregleringens vändpunkt, och därefter var inga fler större omändringar politiskt möjliga i stadens centrala delar, nu gällde "varsam ombyggnad" och för det behövdes inga stora planändringar.
Sven Markelius skulle som Stockholms stadsplanedirektör mellan åren 1944 och 1954 presentera och leda arbetet med Stockholms nya satellitstäder. Inspirationen kom återigen från utlandet och den engelska grannskapsplaneringen, Community centre, där mindre bostadsområden med småcentra grupperades runt ett stort centrum med kommunal och kommersiell service. Den första tillämpningen av denna idé skedde söder om Stockholm, där Markelius engagerade arkitekten David Helldén att rita en stadsplan till Södra Hammarby, som senare fick namnet Björkhagen. Det största projektet låg dock norr om staden, längs Mälaren och kallades Vällingbygruppen. Förorterna lades som ett pärlband längs den nya tunnelbanans linje (nuvarande Gröna linjen), avskilda från varandra med grönområden. Vällingby med Vällingby centrum utgjorde huvudpunkten i denna planering, som fick stor internationell uppmärksamhet och blev paradexemplet för folkhemsbyggandet.
I Göteborg var Tage William-Olsson stadsplanechef mellan 1943 och 1953, där han efterträdde Uno Åhrén som hade haft tjänsten sedan 1932. William-Olsson, som var en av männen bakom det uppmärksammade Slussenprojektet i Stockholm, hade lagt fram många mycket genomarbetade förslag för omgestaltningen av Nedre Norrmalm, men inga av hans idéer realiserades. I Göteborg engagerade han sig huvudsakligen i bostadsfrågan. Han planerade nya stadsdelar och utvecklade hustyper. Under en tioårsperiod planerades områden för 34 000 lägenheter; bland dem Bagaregården (1944), Tolered (1946), Kungsladugård (1947), Södra Guldheden (1948) och Kortedala (1952).

Efterkrigstidens småskaliga områden
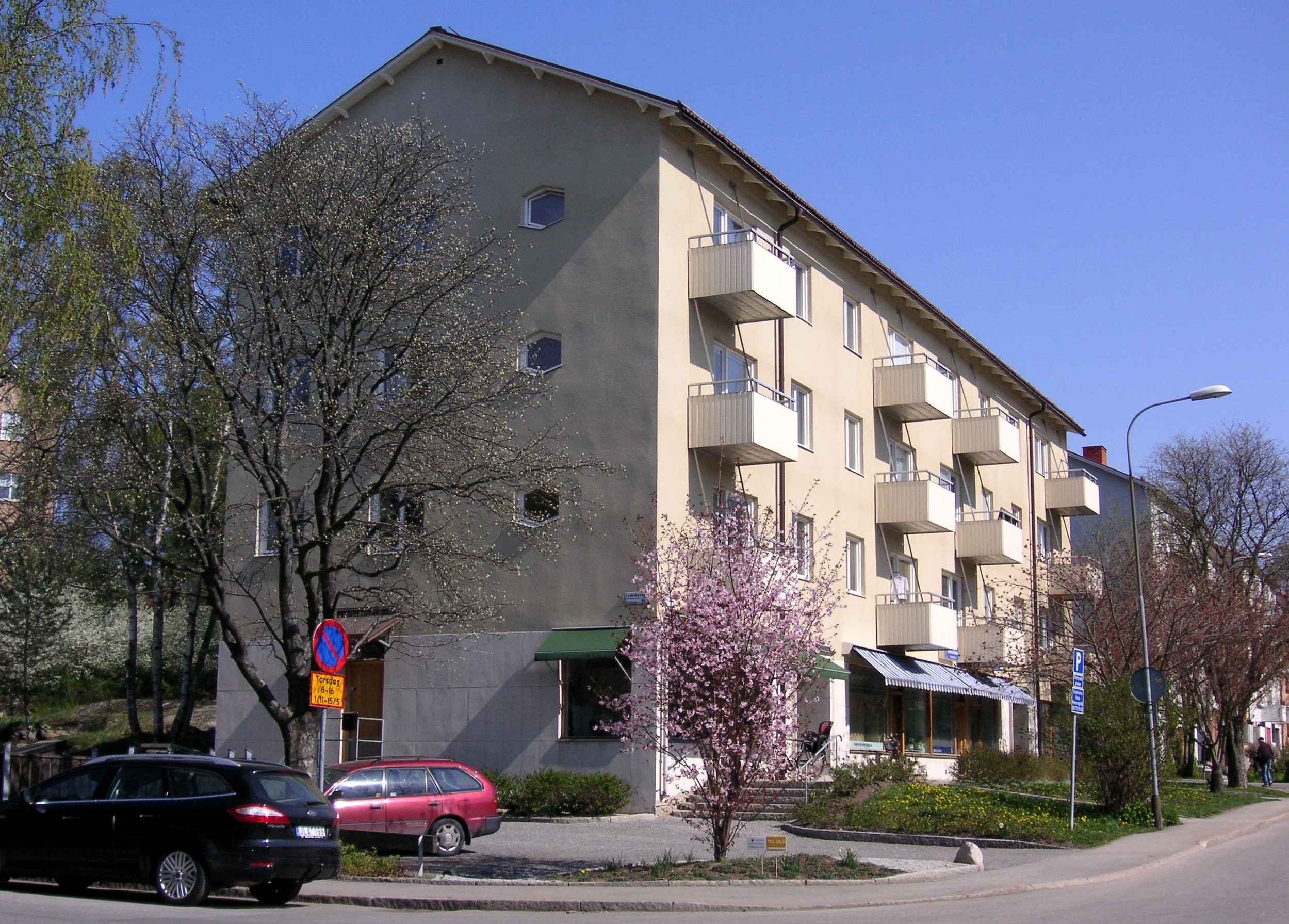
Björkhagen, Stockholm byggdes åren 1946–1950
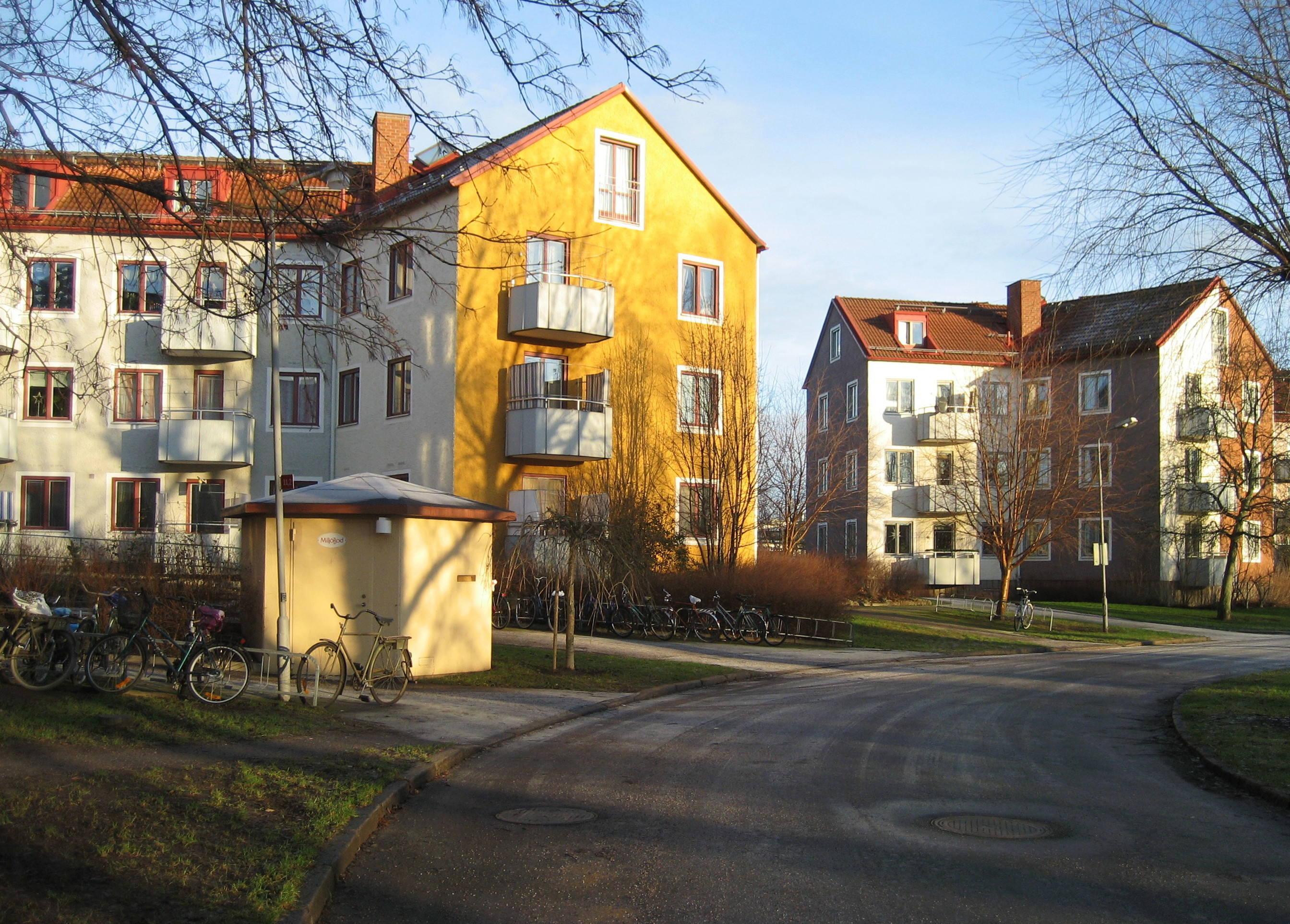
Backström & Reinius stjärnhusen i Gröndal och Rosta uppförda på 1940- och 1950-talen
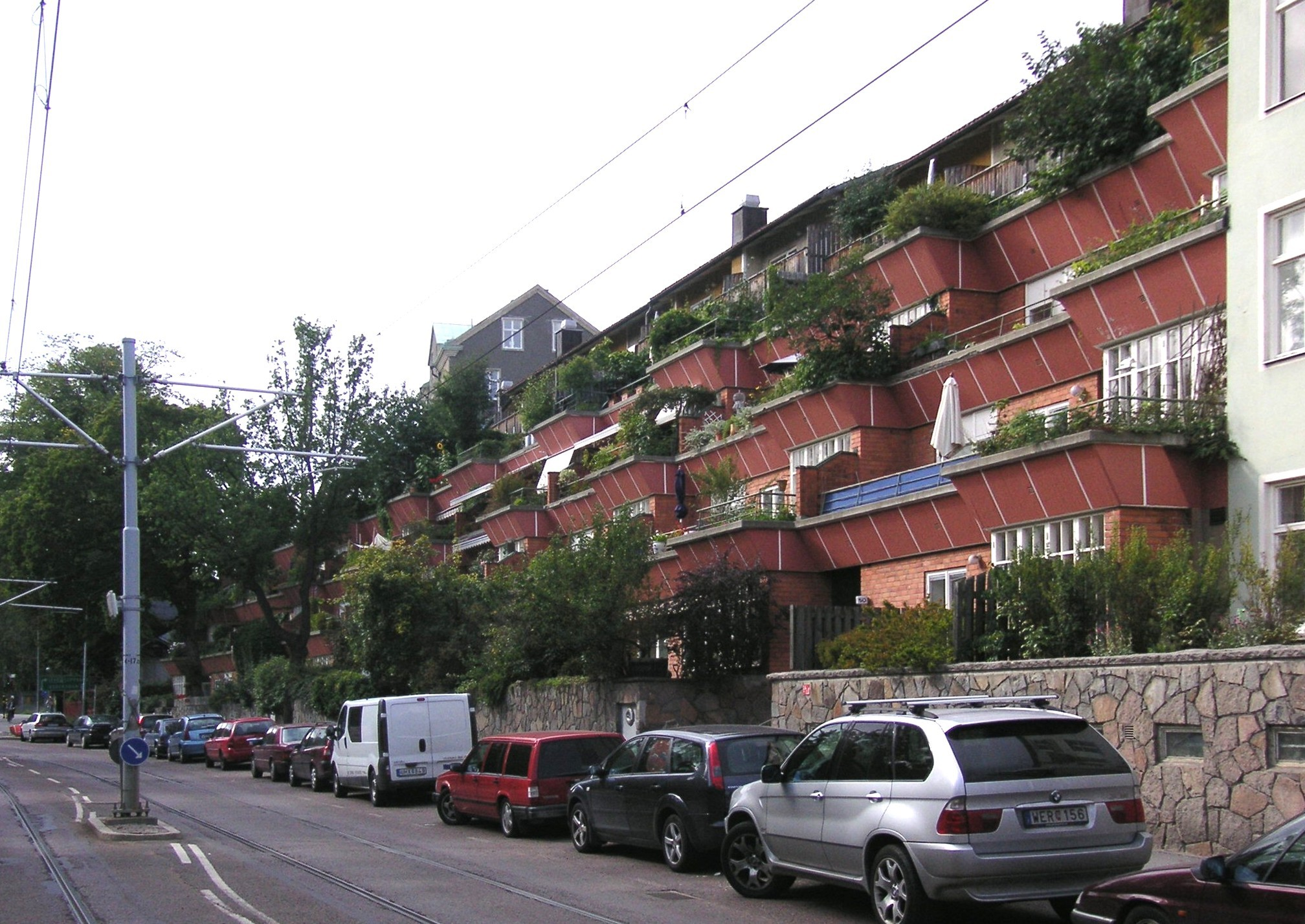
Backströn & Reinuis Terrasshuset, Gröndal uppförd 1958 och 1962
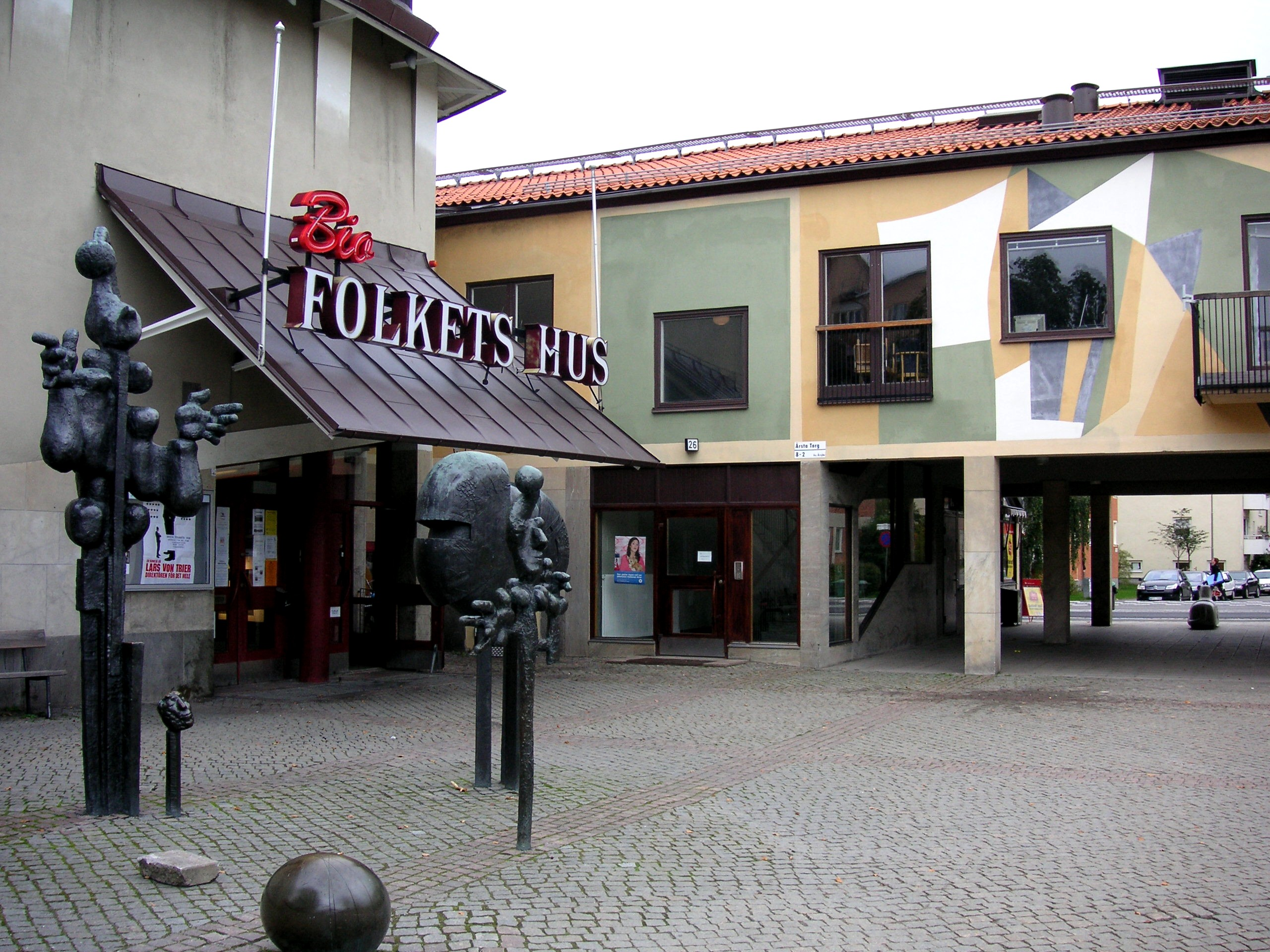
Årsta och Årsta centrum, Stockholm blev inflyttningsklart 1943

Rekordårens nya centrum-områden
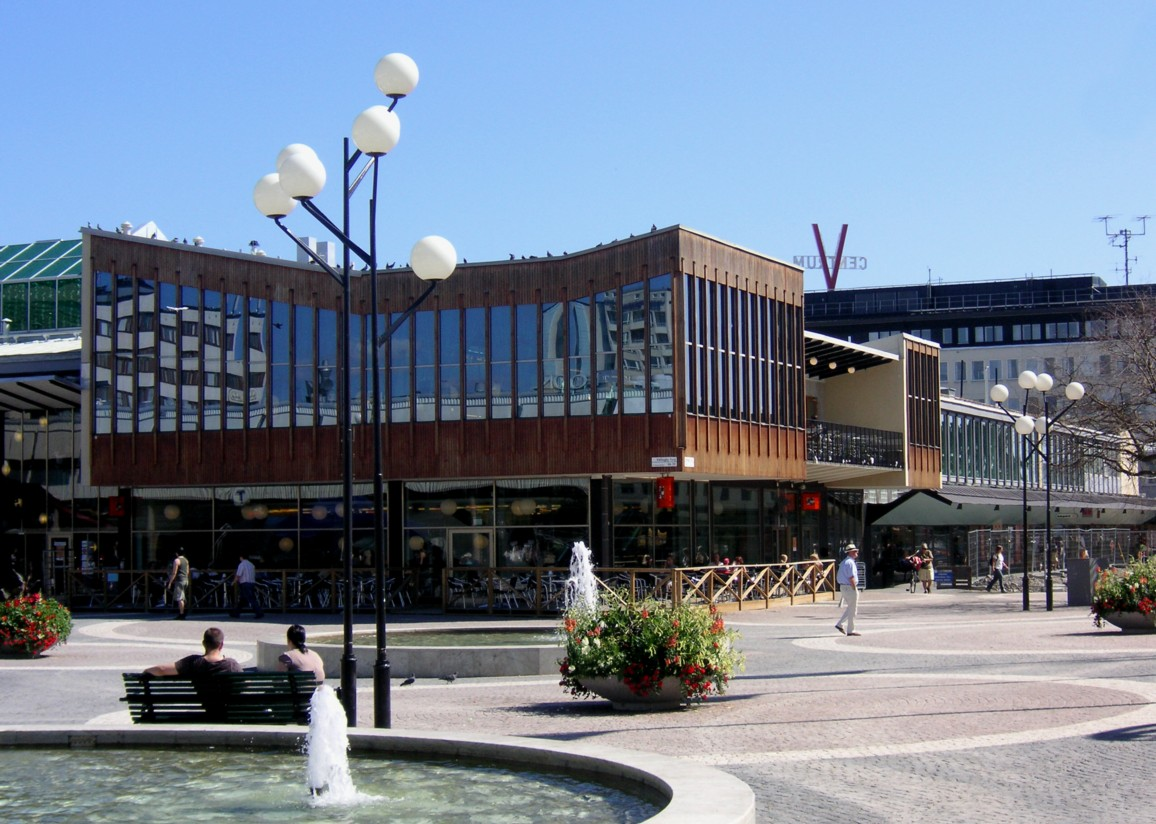
Vällingby centrum invigt den 14 november 1954
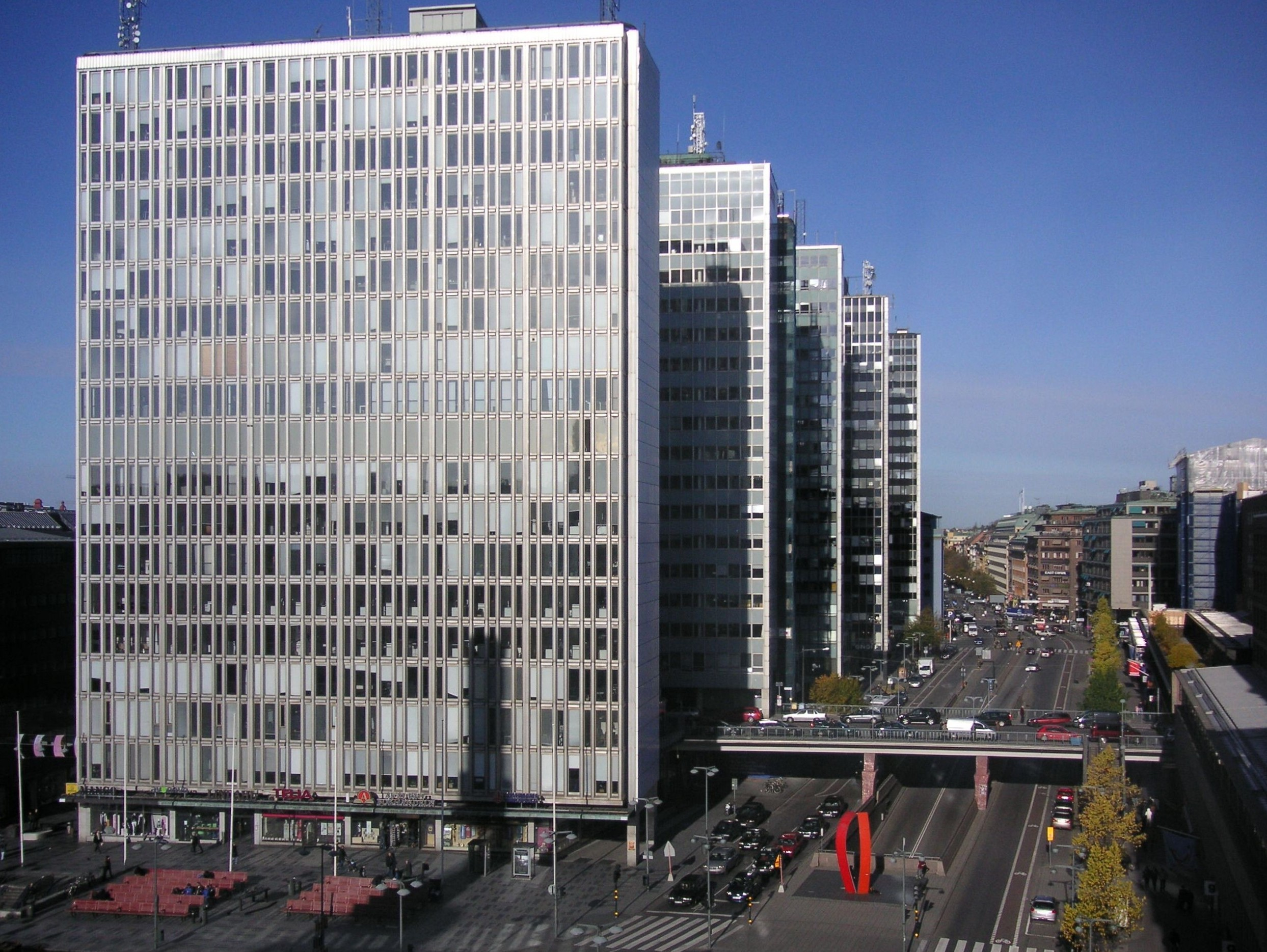
Hötorgsskraporna, Stockholm, byggda 1955–1965
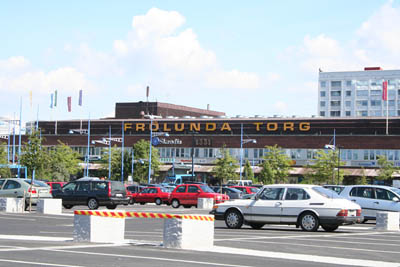
Frölunda Torg, Göteborg, invigt den 8 september 1966
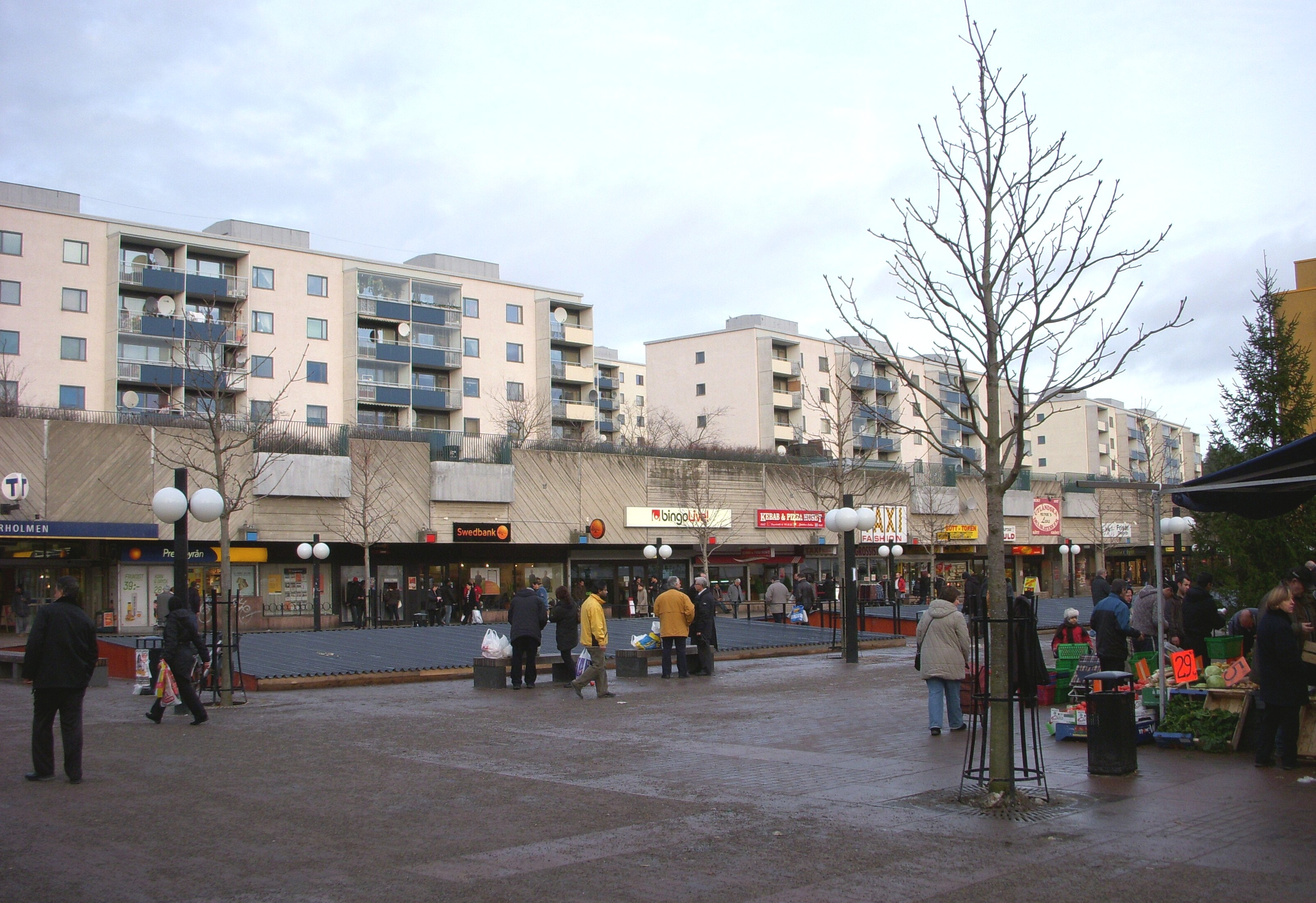
Skärholmens centrum, Stockholm, invigt 1968

Inte alla projekt hade utpräglat modernistiska inslag. Sven Backström och hans partner Leif Reinius omvandlade stela planer till lekfulla varianter. Deras stjärnhusområden uppfördes bland annat i Gröndal i Stockholm (1944–1962) (se Stjärnhusen, Gröndal) och mest konsekvent i Rosta i Örebro (1947–1951). Särskilt Örebro betraktades som en "mönsterstad", där stadens starke man Harald Aronsson styrde som kommunalråd bostadspolitiken under 1950- och 1960-talen. Backström & Reinius' Rosta och Baronbackarna ritat av White arkitekter (1953–57) är de mest kända av de stora Örebro-områdena, de innehöll 1340 respektive 1230 lägenheter. Det var en storleksordning som var ännu ovanlig i Sverige.
I Malmö uppfördes småskaliga områden som Augustenborg (1948–1952), där initiativtagare var stadsplanechef Gunnar Lindman. Likaså Årsta centrum i Stockholmsstadsdelen Årsta var småskaligt. Stadsplanen för Årsta centrum drogs upp 1940 av arkitekten och chefen för Svenska Riksbyggen Uno Åhrén. Byggnaderna ritades sedan av arkitekterna Erik och Tore Ahlsén.
I den statliga bostadssociala utredningen 1947 behandlades bland annat saneringen av stadskärnorna. Den förhärskande inställningen var att "saneringsmogen" bebyggelse skulle rivas och ge plats åt nybyggnader. Åtskilliga städer rev äldre bebyggelse i stor omfattning och stadskärnorna förändrades till pris av identitet och historisk förankring. Därtill kom att 1931 års stadsplanelag och byggnadsstadga hade lett till ett förfall av fastighetsbeståndet.
I slutet av 1950-talet var det många människor som såg fram emot förändringarna och det nya som skulle komma. I de svenska landsortsstäderna höll oftast kommunens stadsarkitekt själv i utformningen av den nya innerstaden. Resultatet visade ibland en osäkerhet i formgivning av volymer och detaljer.

Rivningar av äldre stadsbebyggelse; fyra exempel
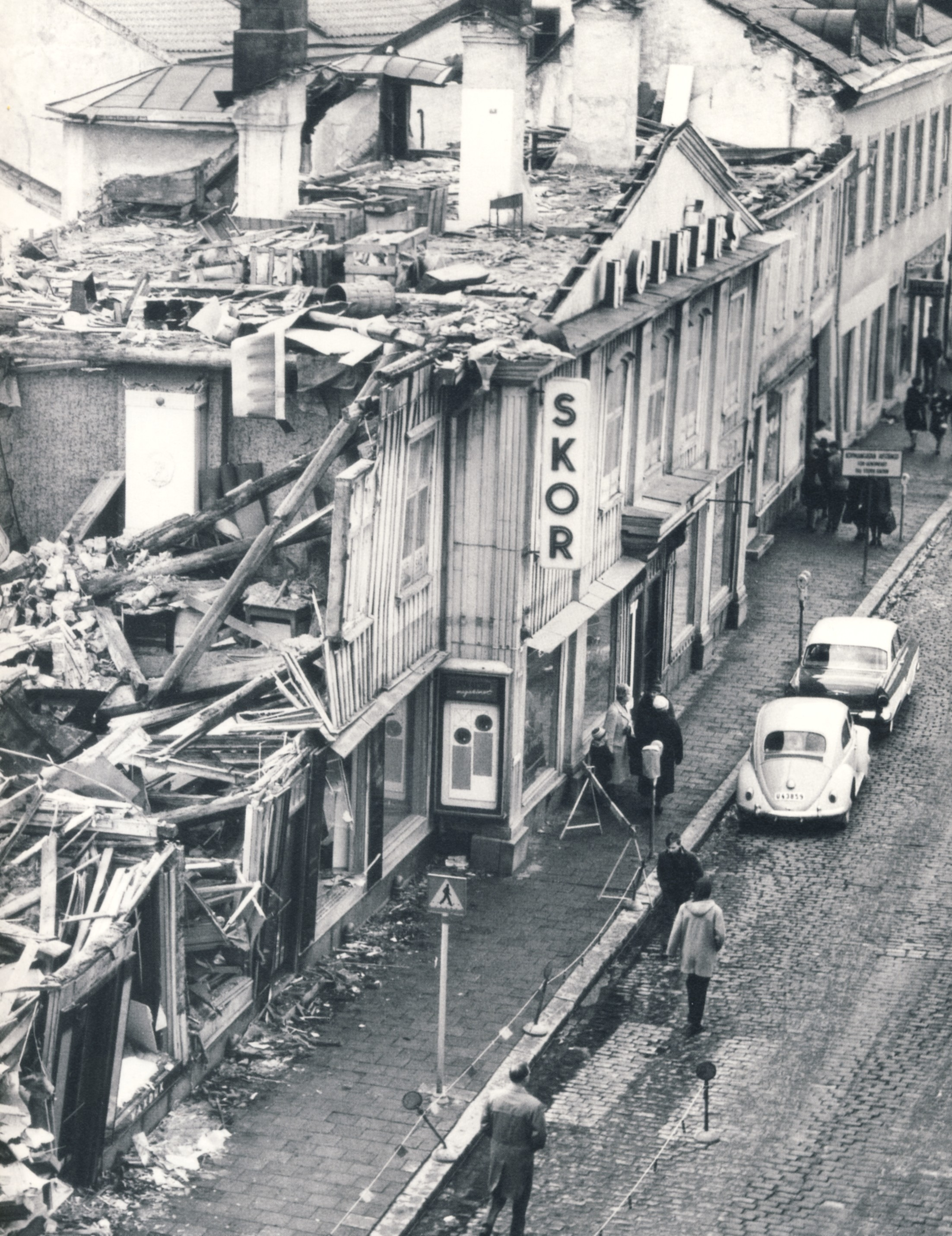
Västerås, Stora torget 1962
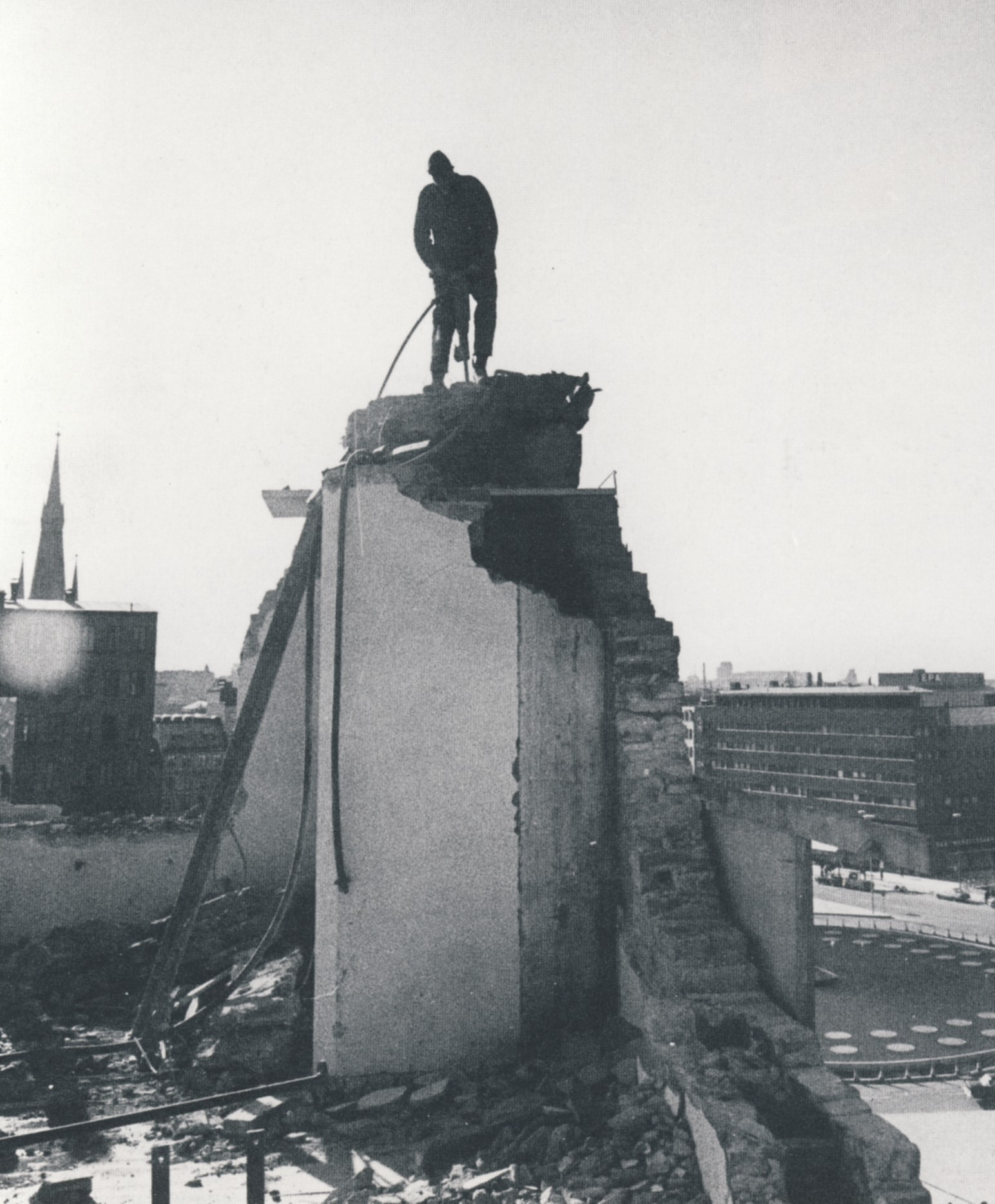
Stockholm, Hamngatan 1968
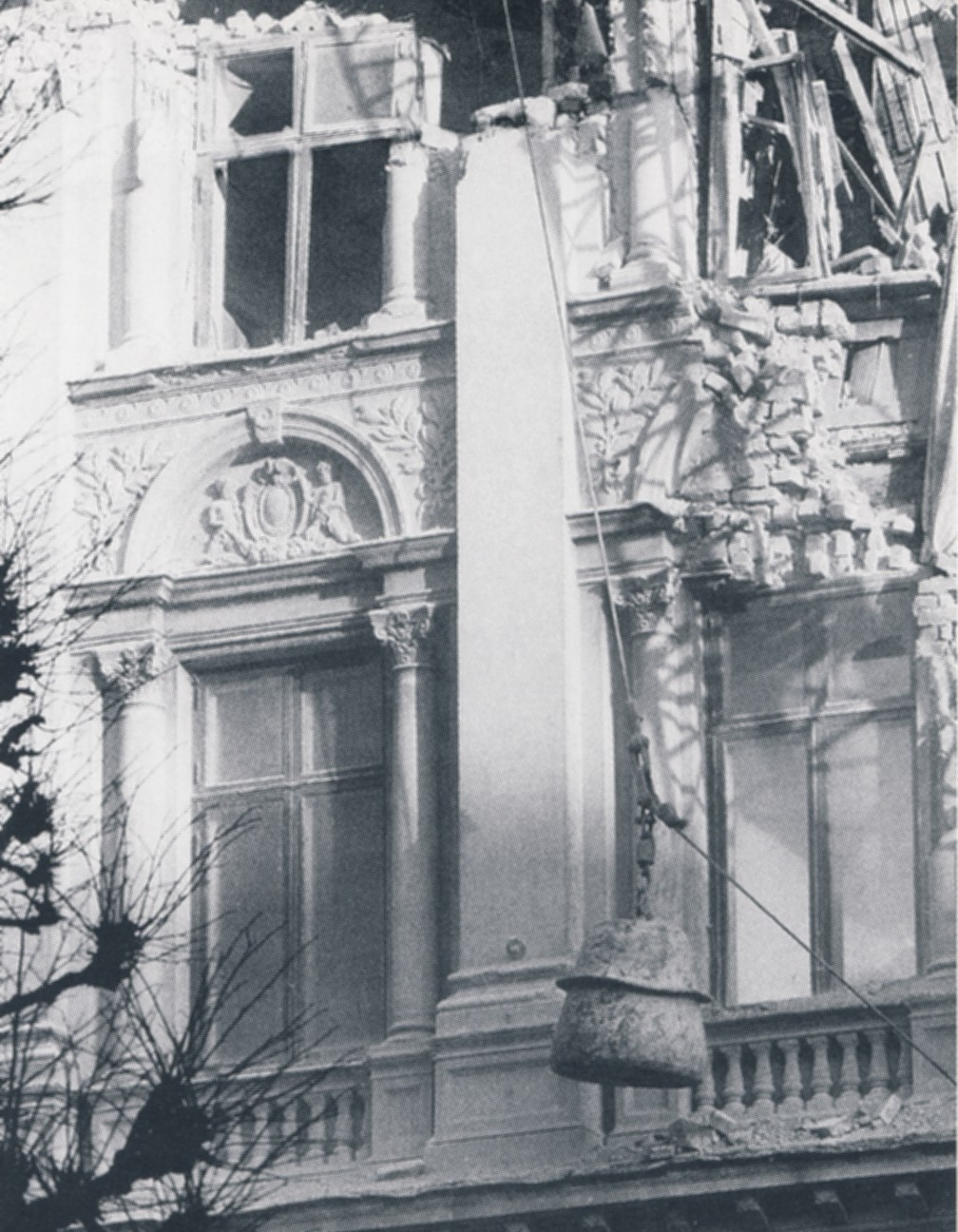
Göteborg, Kungsportsavenyen 1964
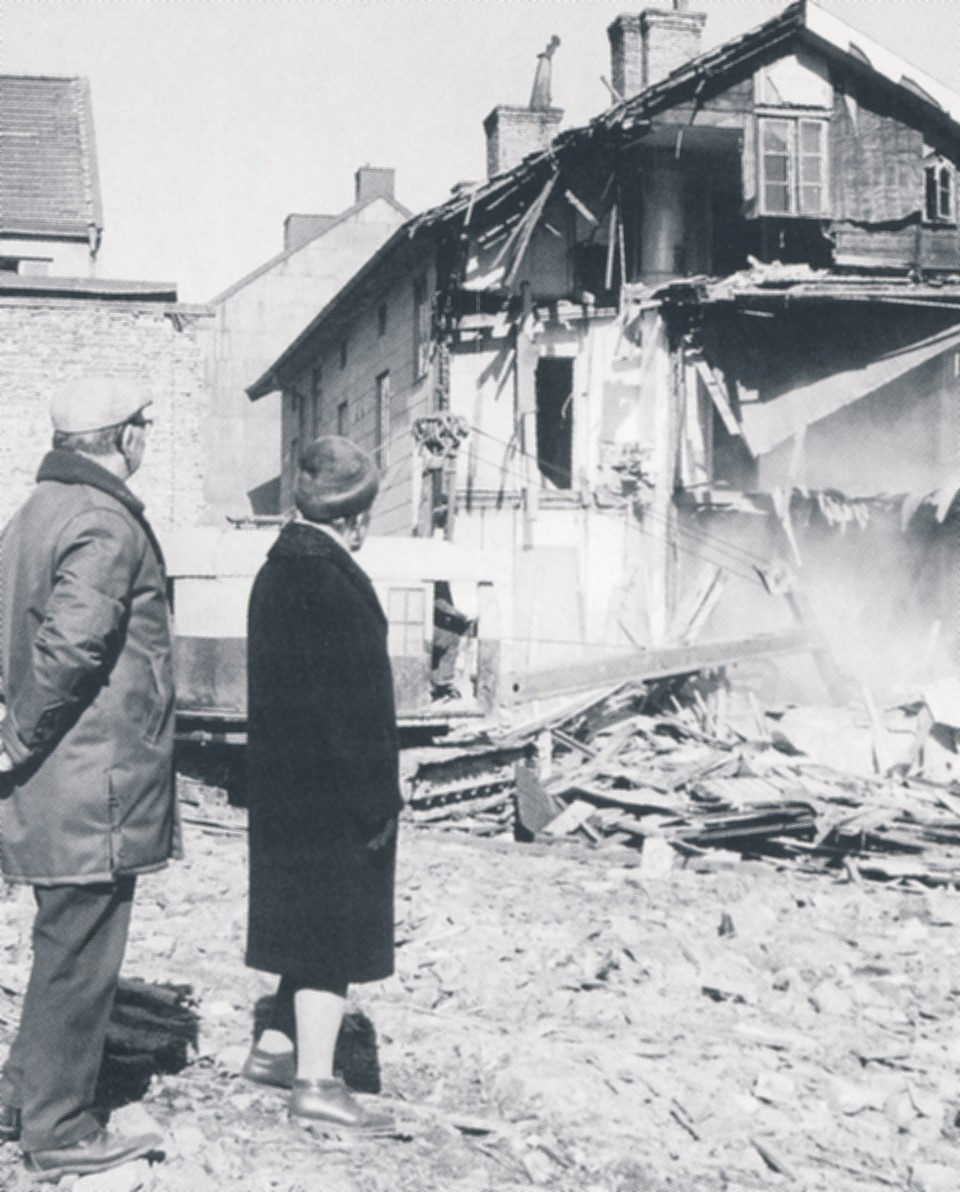
Göteborg, Landala 1960-tal

Även Sveriges landsortsstäder hade svårt att klara av den ökande strömmen av privatbilar. Genom anläggandet av kringfartsleder frigjordes centrala stadsdelar från genomfartstrafik. Nya byggnader för Domus, Tempo och EPA, följt av samhällsserviceinrättningar som systembolag och apotek längs en ny gågata präglade många svenska småstäders centrala delar. När Domus kom till stan är en dokumentärfilm av Anders Wahlgren från 2004 som kritiskt behandlar omdaningen i 14 svenska städer som ledde till "en av de största stadsomvandlingarna i Sverige genom tiderna".
Fotografen och journalisten Jeppe Wikström tecknar en försonligare bild av 1950- och 1960-talens stadsomvandlingar. Han inleder sin bok Tråkiga vykort från 2002 med bland annat följande ord: "Kriget var över, ekonomin blomstrade och många små samhällen ville försöka uppnå lite kontinental lyskraft. Ett nytt höghus, en ny Konsumbutik, en vägkorsning, en fabrik eller en bevakad järnvägsövergång var beviset på att man var på väg mot den stora världen". Allt det nya var väl värt att avbilda på vykort i färg. Så visade Umeå stolt upp sin nya gågata och Boden sin nya vägkorsning. Men till skillnad från exempelvis Stockholm utplånade man den enda historiska stadskärnan man hade. Stockholms ursprungliga stadskärna, Gamla stan, berördes inte av några rivningar, även om försöken till regleringar av Gamla stan hade varit talrika (se Stadsplanering i Gamla stan).

Tidstypiska vykort från landsortsstädernas nya centra
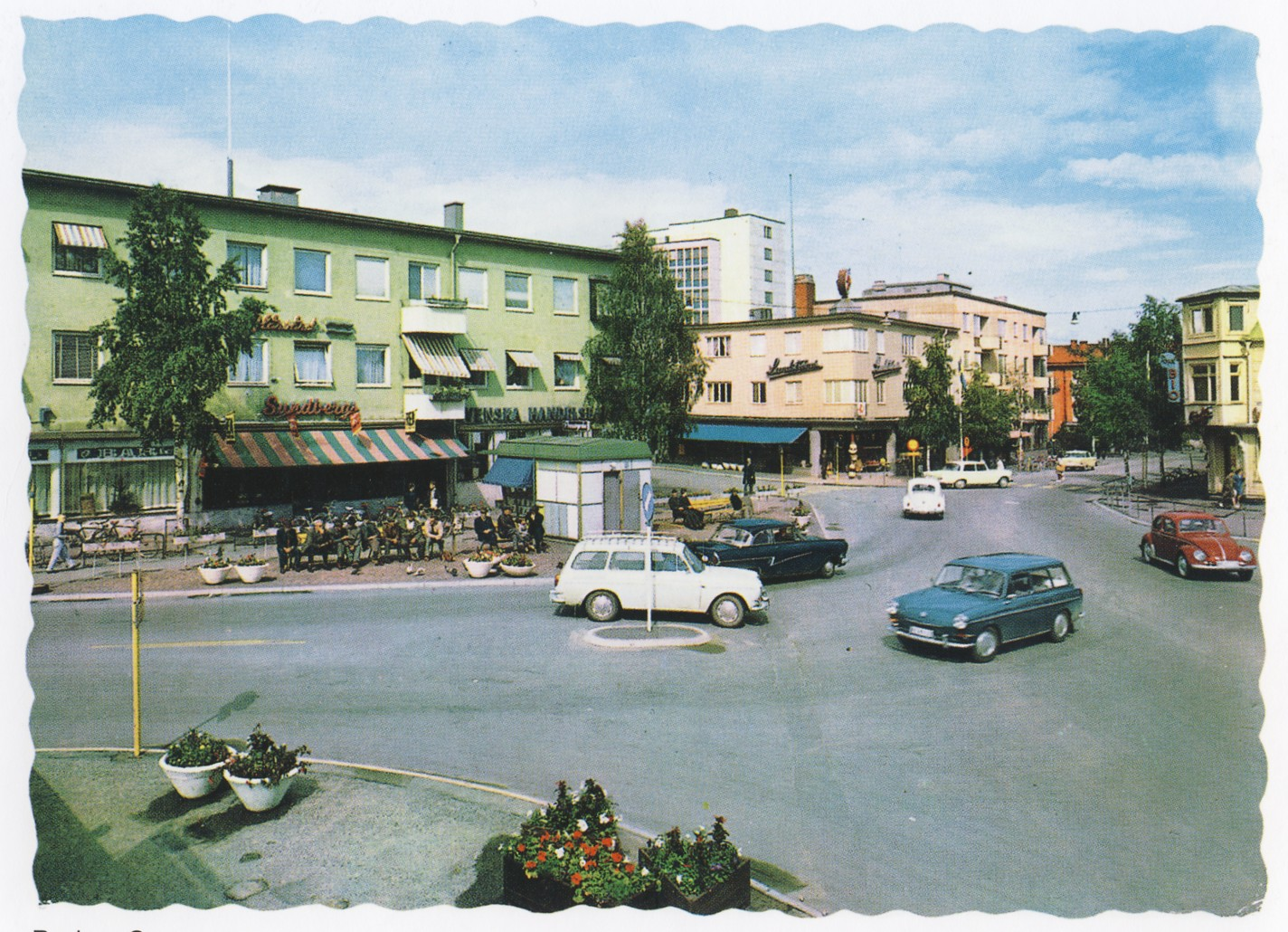
Boden
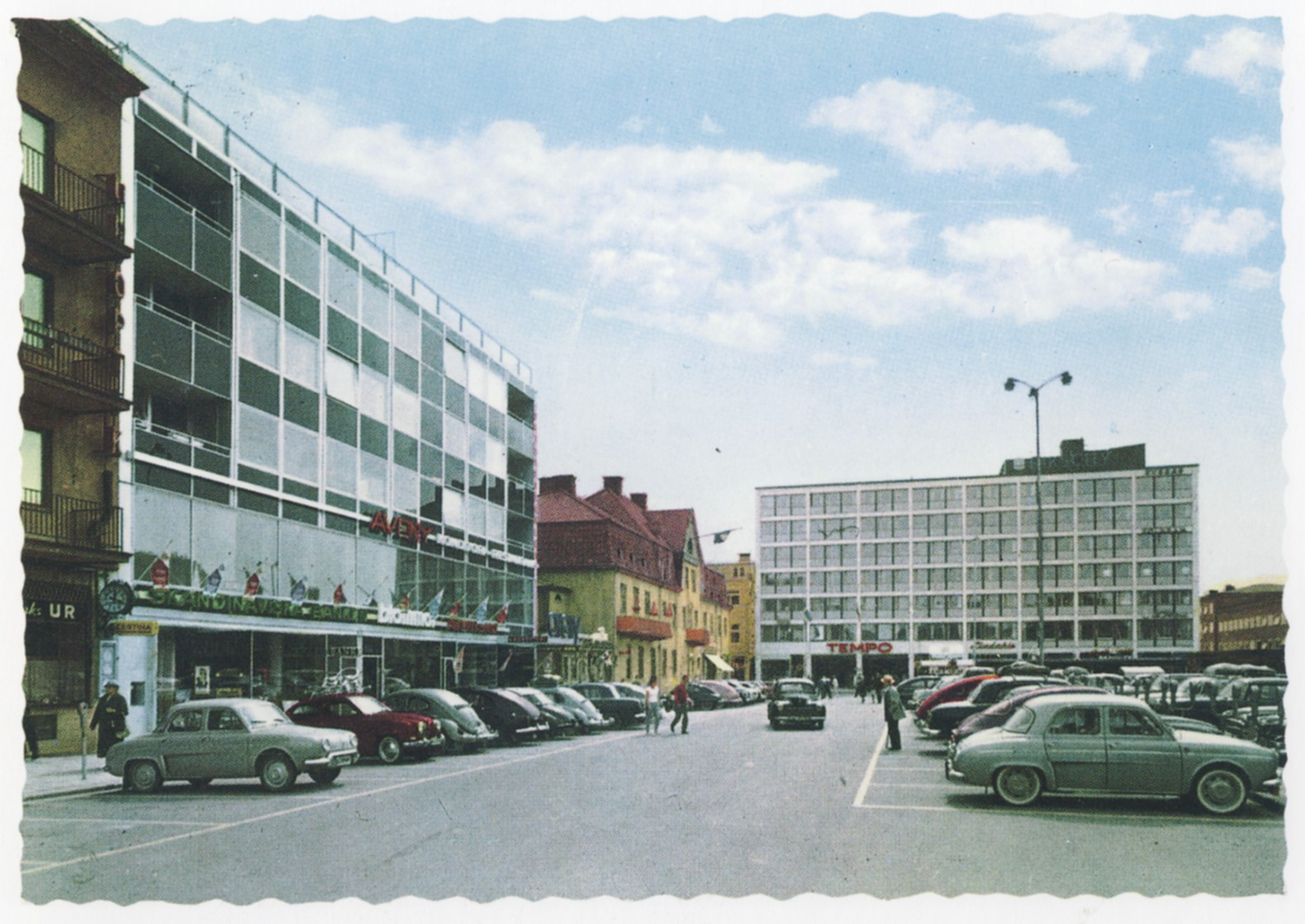
Skellefteå
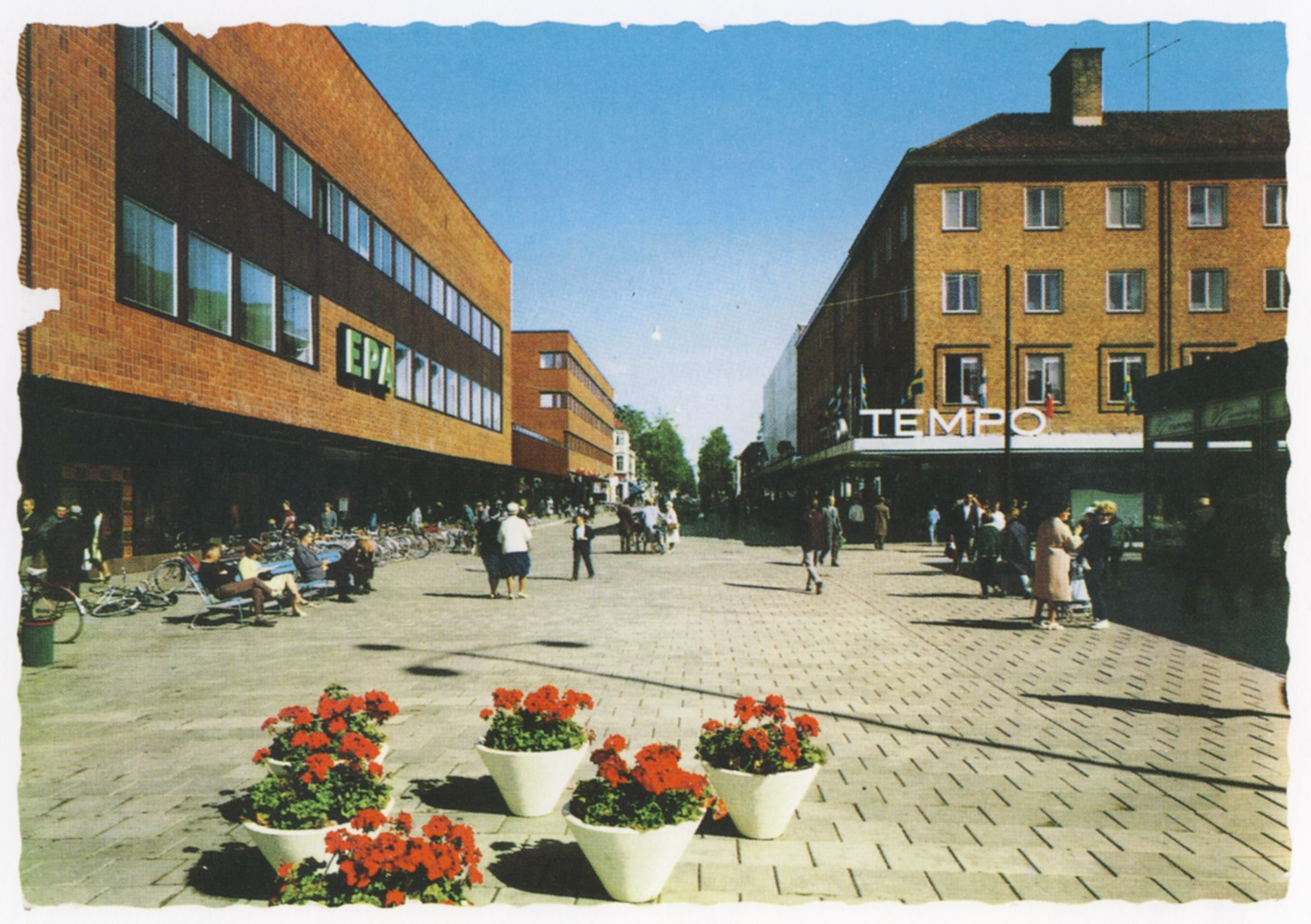
Umeå
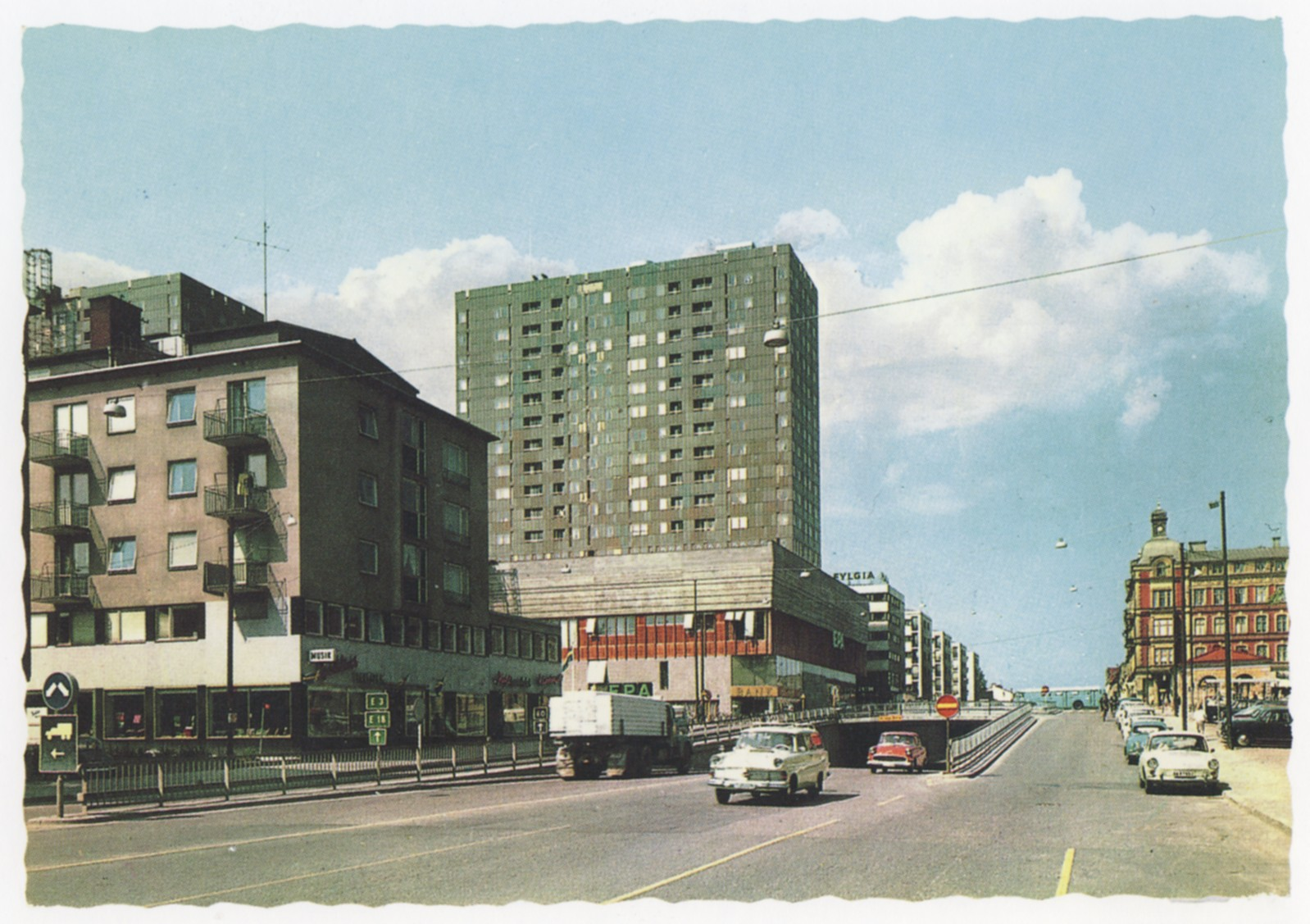
Örebro

I samband med Norrmalmsregleringen revs ett stort antal fastigheter på nedre Norrmalm i Stockholm. Enligt en uppgift revs 700 byggnader, däribland ett antal kulturhistoriskt värdefulla byggnader som Sagerska husen, Sidenhuset och Blancheteatern, trots starka protester. Regleringen har både kritiserats och beundrats, såväl i Sverige som utomlands, och flera av de fastigheter som uppfördes som resultat av Norrmalmsregleringen är idag byggnadsminnesförklarade.
Det revs på många håll i Sverige. 1964 tog Göteborg över ledningen i landets rivningsverksamhet. Till skillnad från i Stockholm, där rivningar hade pågått sedan tidigt 1900-tal för att lösa bland annat trafikproblem, berörde Göteborgs rivningar bostadsområden utanför stadskärnan. För att klara uppgiften bildades 1960 saneringsbolaget "Göta Lejon" som ägdes till lika delar av kommunen och näringslivet. Ser man på det totala antalet rivningar i Göteborg mellan 1959 och 1974 revs ungefär lika många lägenheter i båda städerna. I proportion till folkmängden revs det alltså ungefär dubbelt så mycket i Göteborg. Många av stadens berömda landshövdingehus försvann under denna rivningsvåg.
Nya skällsord präglades: rivningshysteri och rivningsraseri. En paradox eftersom ingen som anordnade eller utförde rivningarna var "rasande" eller "hysterisk"; rivningarna hade företagits i "all välmening" och när det revs var protesterna till en början ovanliga. Ännu rådde framstegsoptimismen och samhällsordningen var så att det var sällsynt att ifrågasätta politikers och experters beslut. De som ändå gjorde motstånd fick höra att de inte insåg sitt eget bästa.
Vändpunkten i folkopinionen till en mera kritisk och ifrågasättande inställning mot myndighetsbeslut kom med den så kallade Almstriden i Kungsträdgården i Stockholm 1971. Den nya inställningen uppfattades av Stockholms politiker och hade sina konsekvenser; stadsförnyelsen enligt city 67 avbröts och ersattes av cityplan 1977. Där angavs nya, mjukare riktlinjer som innebar att: "Förnyelsen skall ske utan genomgripande förändringar av kvarter och gatunät och att förnyelsen förutsätts ske i enskild regi utom i de fall plangenomförande inom ett område måste ske i ett sammanhang." I dag är begreppet "rivningshysteri/-raseri" liktydigt med myndighetsutövning i samband med omotiverade rivningar. Ett exempel där uttrycket "rivningsraseri" användes igen var 2009 i samband med den planerade men stoppade tillbyggnaden för Stockholms stadsbibliotek.

Två exempel från tiden 1965–1974
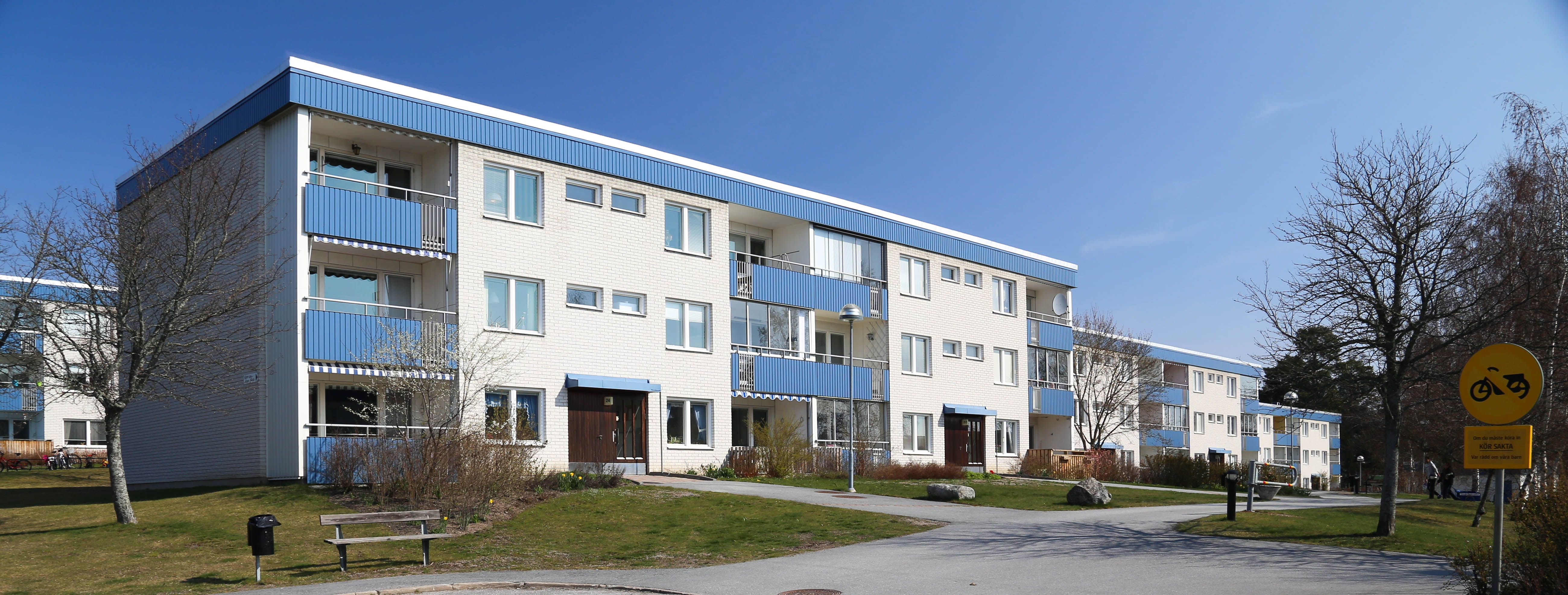
Trevånings smalhus var den vanligaste byggnadstypen och tegel det vanligaste fasadmaterialet.[68] Dessa hus är dock beklädda med kalksandsten
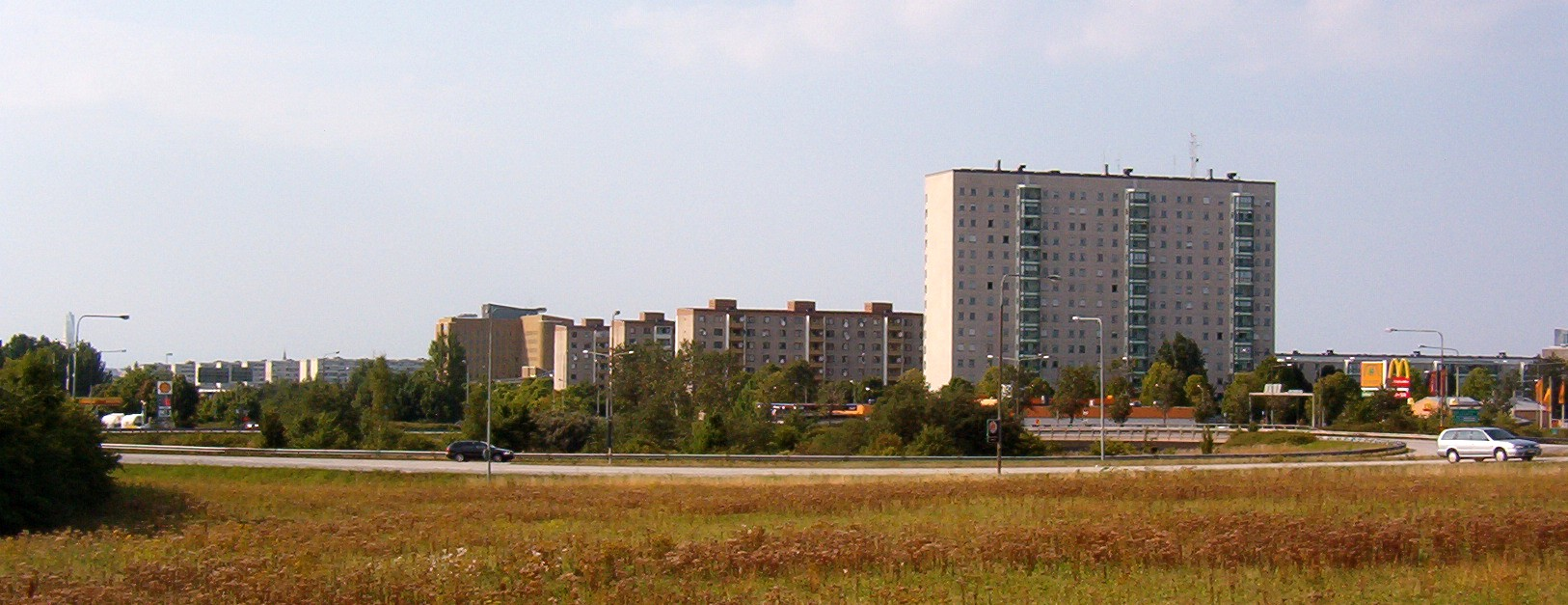
Höghusområdet Kryddgården, en del av Rosengård

Nästan samtidigt som cityplan 1977 trädde i kraft avslutades en period vars benämning miljonprogrammet bestämdes långt senare. Något statligt program var det aldrig fråga om utan mer en summering, gjord av media, rörande antal lägenheter uppförda mellan 1965 och 1974. Den bebyggelse som blev resultatet av dessa 10 år omfattar idag cirka 25 procent av Sveriges samlade bostadsbebyggelse och kan ses som ett dokument över välfärdssamhällets ideal.

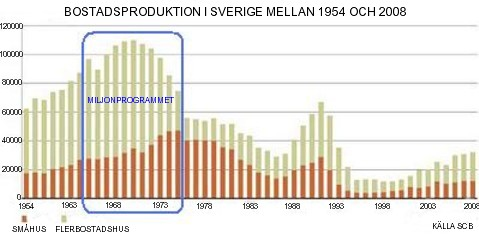
Bostadsproduktion i Sverige 1954 till 2008.

Rekordåren berörde hela landet. Några av de mest kända områdena är Skärholmen och Tensta i Stockholm, Hammarkullen i Göteborg och Rosengård i Malmö. Totalt byggdes mellan 1965 och 1974 cirka 940 000 bostäder därav 350 000 i småhus, varav 310 000 i tätort och 40 000 i glesbygd, och totalt drygt 590 000 bostäder i flerbostadshus, varav knappt 390 000 i tätort och drygt 200 000 i glesbygd.
Den så kallade miljonprogramstiden har kommit att förknippas med höghus uppförda med betongelement, betong i fasader användes dock först i slutfasen och en tredjedel av bostadsproduktionen utgjordes av småhus som Kälvesta i nordvästra Stockholm. Här finns fasader med ytskikt av puts, trä och tegel och mycket av den ursprungliga växtligheten är bevarad. Kälvesta kan kallas ett "horisontellt miljonprogramsområde" med cirka 2 000 enfamiljsbostäder. Stadsplanens projektering skedde i samråd med arkitektkontoret Höjer & Ljungqvist, som planerade för radhus och kedjehus. De första husen började byggas 1966 och byggarbetena pågick till mitten av 1970-talet. Längs med Björnidevägen och Björnidegränd bor drygt 4 500 människor i radhus, kedjehus, atriumhus och fristående villor. Flertalet hus byggdes i form av radhus om 4 rum och kök.
I slutet av 1960-talet rapporterade ett trettiotal allmännyttiga bostadsföretag att de började få svårigheter att hyra ut främst de stora lägenheterna. De första tecken på en viss oro beträffande omfattningen av de hundratals kommunala byggprogrammens fortsatta genomförande började sprida sig 1972 bland politiker, planerare och byggföretag, när en miljömarsch med över 100 000 deltagare mot Stockholms "Regionplan 70" arrangerades. Dessutom gav konjunkturen vika, oljekrisen höjde bensinpriserna och befolkningssiffrorna i storstäderna sjönk. Den babyboom som varat sedan 1965 ebbade ut och upphörde 1975. Den "gröna vågen" bidrog till att en del unga familjer började flytta från staden.
Massmedial kritik hördes också, när Dagens Nyheter den 10 september 1968 skrev “Riv Skärholmen”. Det var två dagar efter att Prins Bertil hade invigt Skärholmens centrum med pompa och ståt. I tidningens artikel kunde man bland annat läsa: “Skärholmens skyline är en kuliss kring ett förortscentrum som är ett av de mest människoföraktande som hittills byggts, en för sen import av amerikansk stadsplanering från slutet av fyrtiotalet, föråldrad redan då.” Inlägget utlöste den så kallade Skärholmsdebatten.
Bostadsbrist förbyttes på kort tid till bostadsöverskott med tomma lägenheter. Under 1970-talets första hälft ökade antalet tomma lägenheter från byggprogrammens hela bestånd och problemet var inte längre begränsat till vissa orter eller vissa lägenhetsstorlekar. En liknande utveckling fanns i många europeiska storstäder. Som en reaktion på tidens flerbostadsbyggande kom en småhusvåg och andelen nybyggda småhus ökade från cirka en tredjedel till tre fjärdedelar (1977) av den samlade bostadsproduktionen. Totalt sjönk dock bostadsproduktionen och till en följd av det även sysselsättningen i byggbranschen. Det medförde efter hand hög arbetslöshet i byggarbets- och arkitektkårerna.
Rekordåren ledde till att Sverige på 25 år fick en av världens högsta bostadsstandarder. Perioden fick dock redan tidigt kritik, särskilt storstädernas nya förorter kallades i folkmun "nybyggd slum", där sammanlagt 40 000 lägenheter stod tomma efter rekordårens slut. Först på 1990-talet växte en mera nyanserad bild fram med idéer om delvis rivning och delvis sanering och upprustning av utsatta områden där en segregation av befolkningen kunde konstateras.

## Postmodernism och planering in på 2000-talet
Slutpunkten för de stora statliga nybyggnadsprojekten blev det sena 1970-talet och därmed även en omställning i bostadsarkitekturen, nu skulle det byggas tätt och lågt. Inspirationen kom denna gång från Danmark. En tidig representant för den nya, intimare stadsplaneringsprincipen var Ralph Erskine. Hans organiska, till väderstreck och terräng väl anpassade, stadsplaner fick internationell berömmelse. Här kan nämnas Kvarteret Ortdrivaren i Kiruna (1966), Nya Bruket i Sandviken (1973–1978) och Myrstuguberget i Huddinge kommun (1977–1985) samt Ekerö centrum (1983–1991). I Stockholm uppfördes bland andra Kista (1977–1980), Skarpnäcks gård (1980-tal) och Södra Stationsområdet (1986–1990) efter tätt-lågt principen. Efter samma princip förtätades 1940-talets luftiga och öppna bostadsområden som Hammarbyhöjden och Traneberg.
Som en motreaktion mot storskaliga stadsbyggnadsprojekt som förekom i miljonprogrammet presenterades på flera håll i Sverige nya, småskaliga bostadsområden som i sitt arkitektoniska uttryck använder tidigare byggnadstraditioner. Resultaten har ibland av fackkretsar föraktfullt betecknats som pastisch men har uppskattas av allmänheten. Här kan nämnas S:t Eriksområdet (1995–1998) i Stockholm som påminner om den svenska 1920-talsklassicismen samt Jakriborg (första etappen inflyttningsklart 1999) söder om Lund, där den arkitektoniska gestaltningen anknyter till den förindustriella stilen i Lundaslättens byar och de hanseatiska kuststäderna vid Östersjön och Nordsjön.
I jakt efter ny byggmark för bostäder började man mot slutet av 1990-talet även nyttja stadsnära industri- och hamnområden, där industri- eller hamnverksamhet hade lagts ner eller flyttats. I början av 1990-talet uppstod ett större bostadsområde i Stockholm efter denna modell: Hammarby sjöstad, ett tidigare hamnområde längs Hammarbyleden. Området utmärker sig genom en mycket exakt detaljplan upprättad av planförfattaren Jan Inghe och där planarkitekten vid Stockholms stadsbyggnadskontor Aleksander Wolodarski utövade ett avgörande inflytande över utformningen.
Liknande hamnområden som blivit och blir attraktiva, sjönära bostadsområden är Norra hamnen i Helsingborg (1995–1999) med Ole Reiter som planarkitekt, och Norra Älvstranden i Göteborg (1989–) samt Västra hamnen med Turning Torso i Malmö som tillkom i samband med den uppmärksammade bomässan Bo01.

Äldre hamn- och industriområden med nytt liv
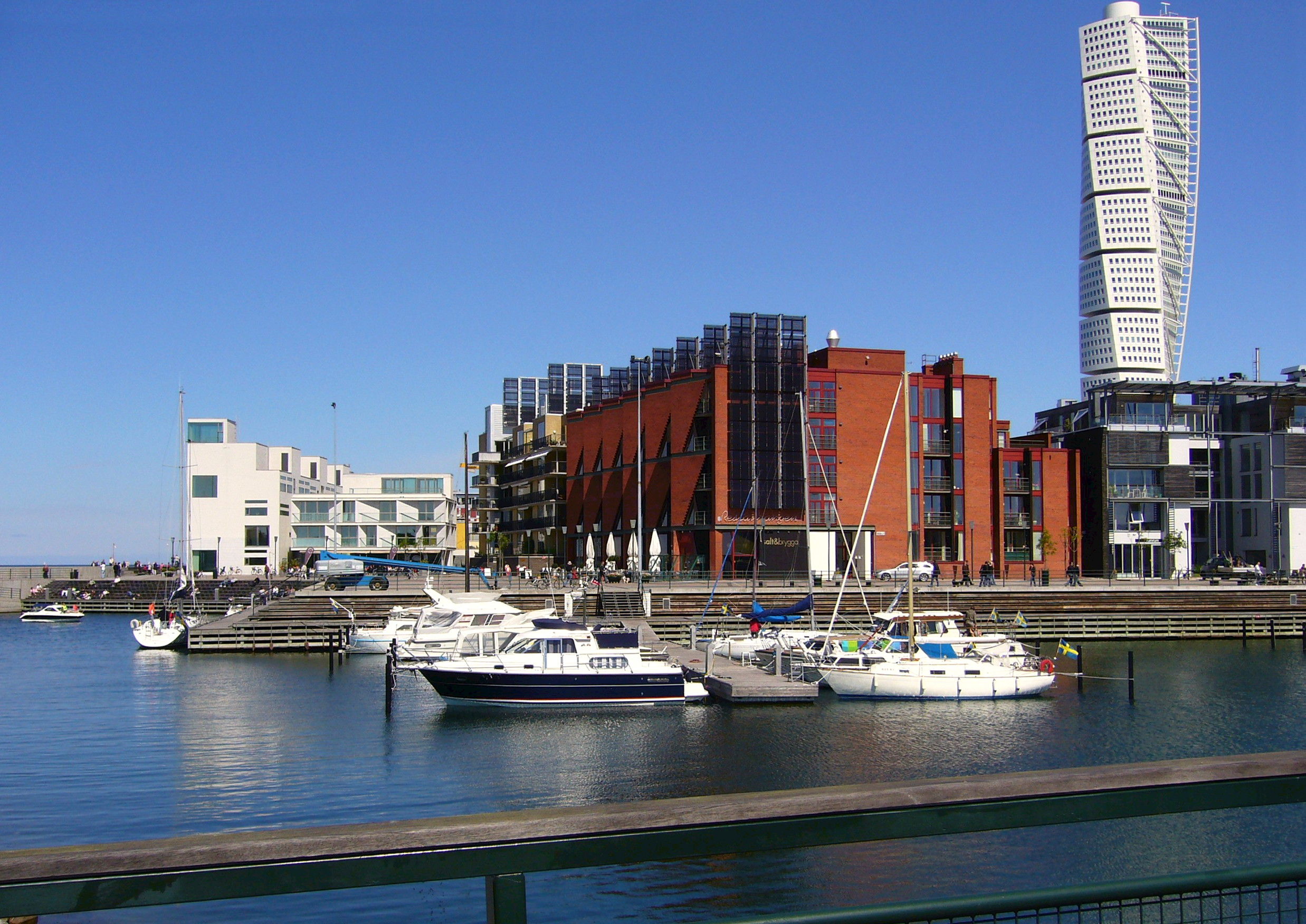
Västra hamnen och Turning Torso
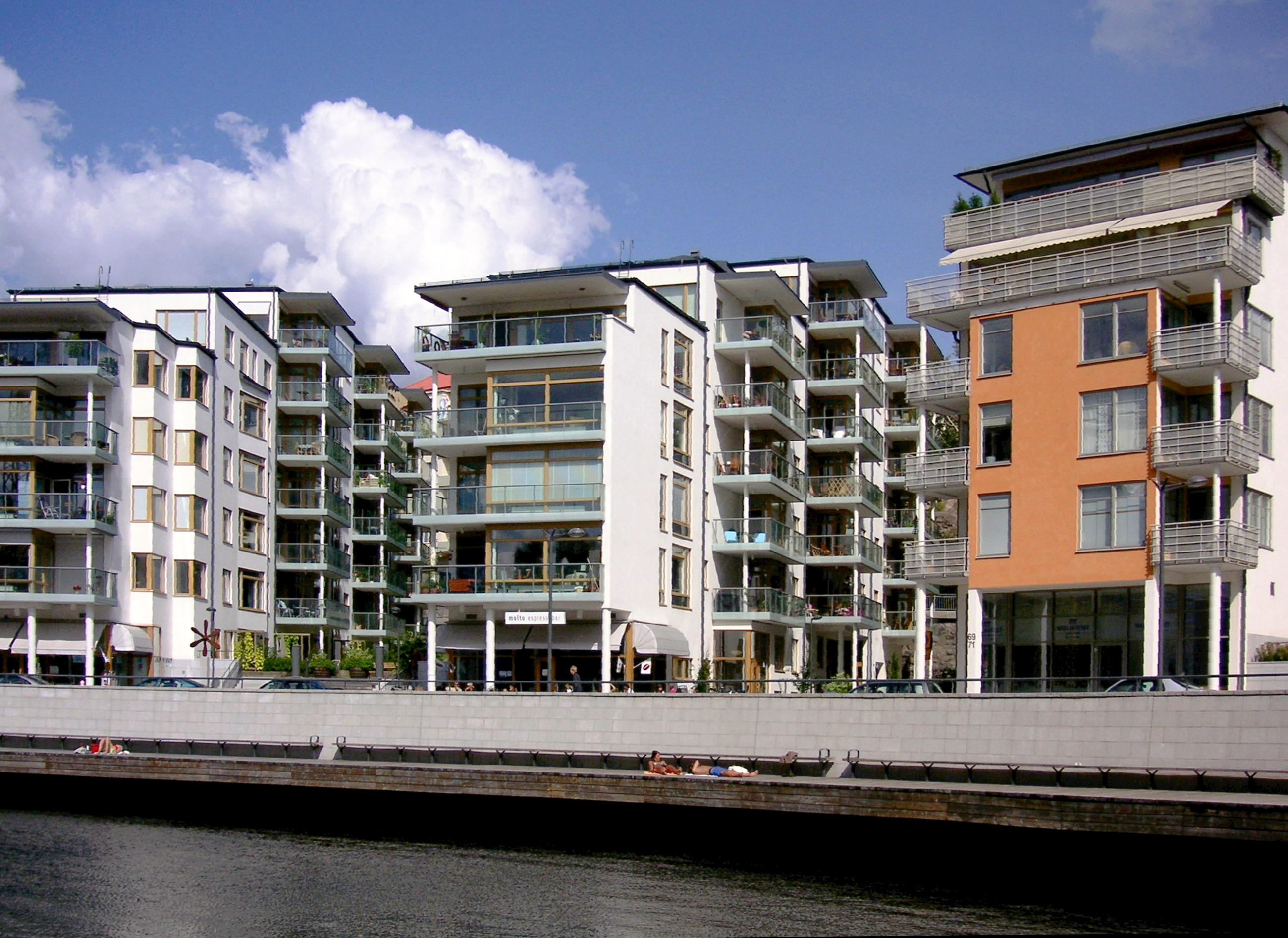
Lilla Essingen
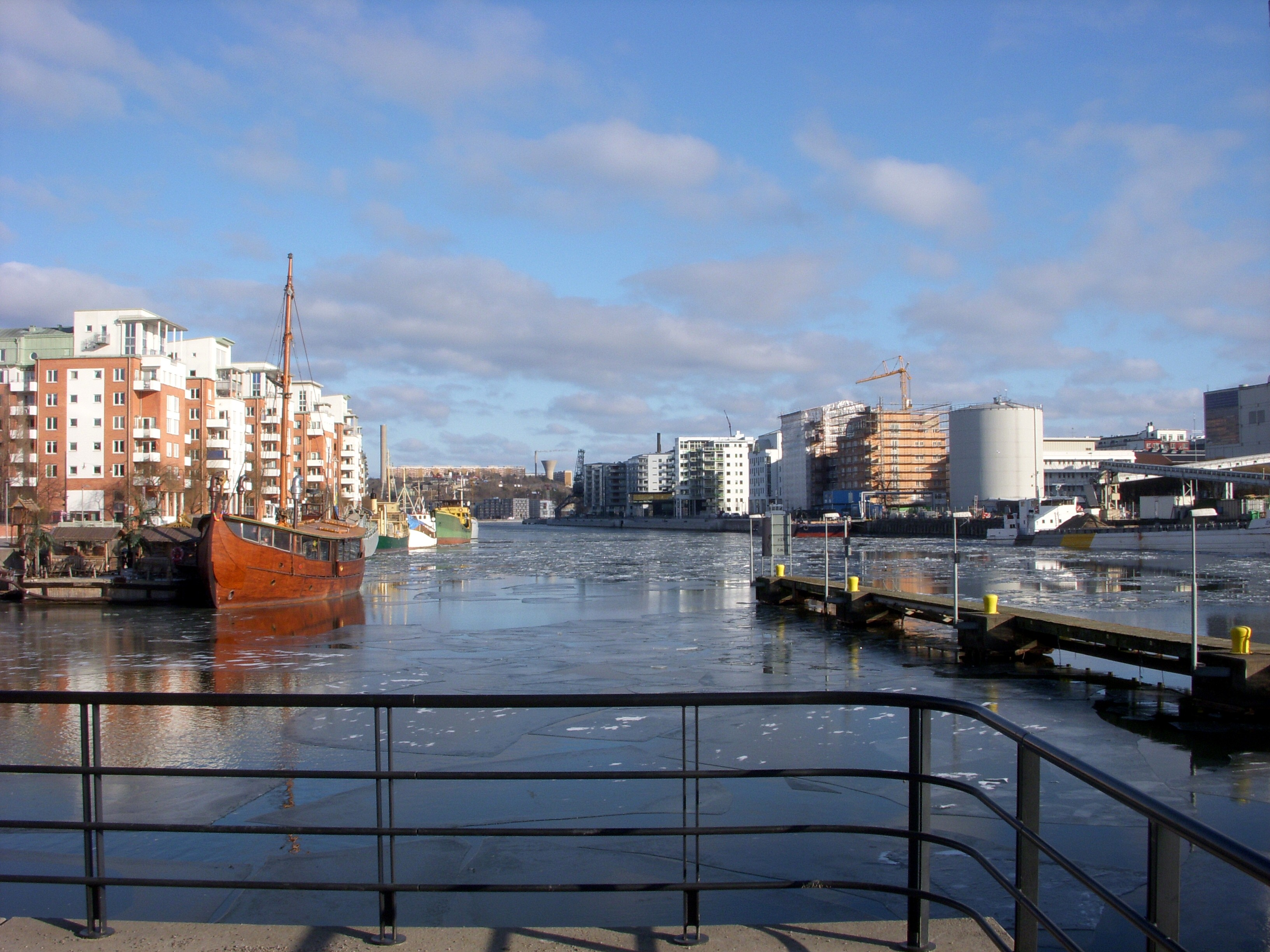
Hammarby sjöstad
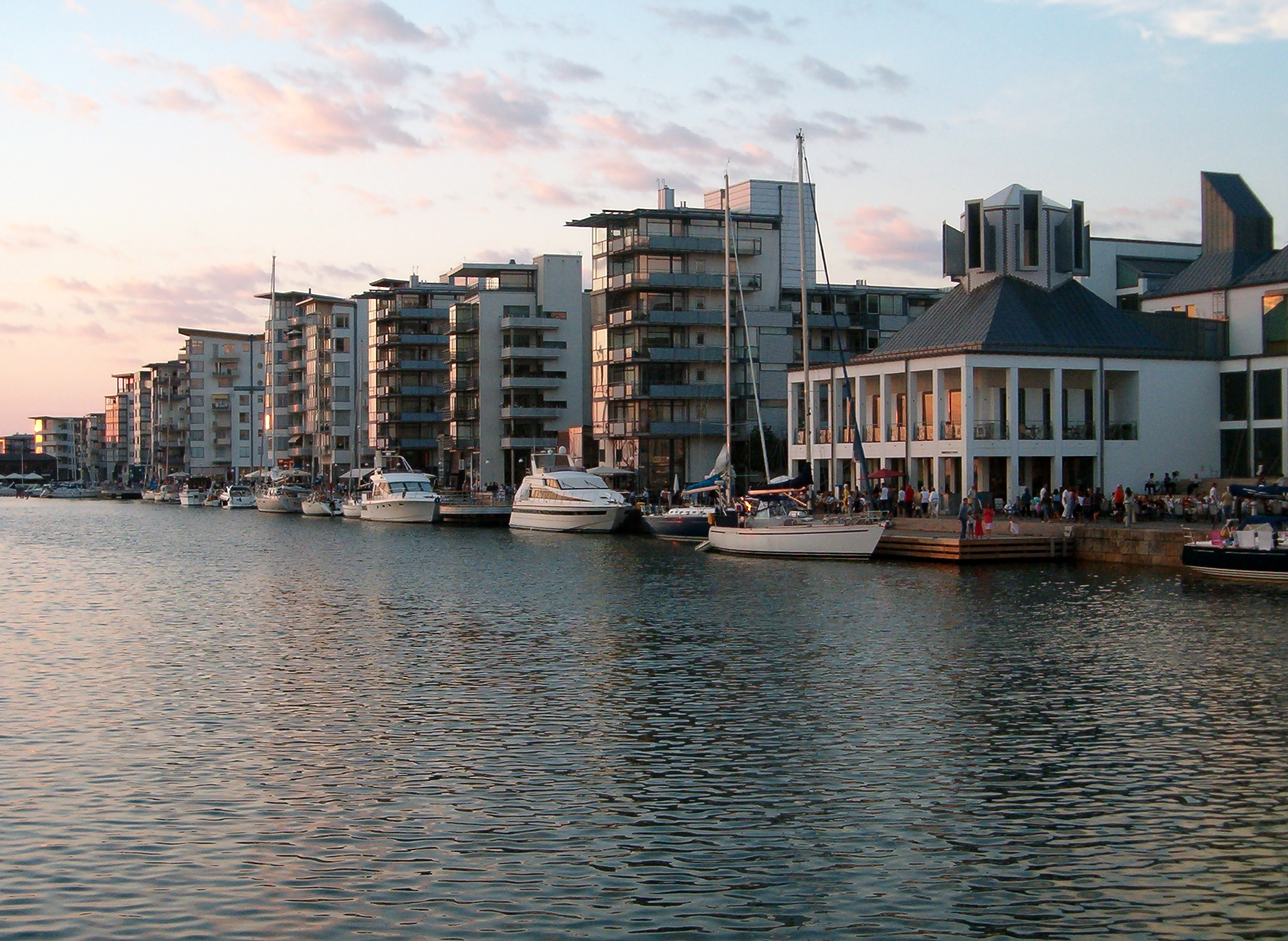
Norra hamnen, Helsingborg

I många städer finns numera stadsutvecklingsprojekt. Södra Älvstranden är ett sådant pågående projektområde i Göteborg beläget utefter den södra stranden av Göta älv. I programmet för områdets bebyggelse har kommunen tagit fasta på önskemålen om en stadsdel med blandade funktioner som utnyttjar det vattennära läget. Flera parallella uppdrag utvärderas av en grupp från bland annat Göteborgs stadsbyggnadskontor och Älvstranden utveckling. Under 2009 var detaljplanen på samråd, synpunkter har sammanställts och ett nytt förslag beräknas ställas ut under början av 2011. År 2014 planeras spårvägen vara klar och den första inflyttningen sker 2015.[uppföljning saknas]
Några pågående (2009) stadsutvecklingsprojekt i Stockholm, där gamla industritomter förvandlas till bostadsområden är Lindhagen, Norra Djurgårdsstaden och Årstadal. På tur står några av stadens sista större stadsnära industri- och järnvägsområden: det gamla Norra stationsområdet (med projektet Hagastaden och Lövholmen (under planering). Beträffande Norra stationsområdet säger planarkitekten Aleksander Wolodarski: "Norra station det största jag gjort. Allt jag gjort tidigare är småflugor i jämförelse".
Sedan några år har en ny aspekt kommit in i stadsplaneringen: att skapa förutsättningar för ett ekologiskt hållbart och energisnålt samhälle. Som ett nyare exempel från Malmö visar, deltar numera inte bara avlönade specialister i ett sådant arbete utan även partipolitisk obundna grupper som arbetar ideellt. Idén om en ekoby är inte helt ny. Understenshöjden är ett bostadsområde som uppfördes mellan 1994 och 1996 som Stockholms första ekoby i Björkhagen. Det består av 44 lägenheter i 14 en- och tvåplanshus samt ett kvartershus. Tekniken var inte helt utvecklad och området fick kritik för energislöseri samt fukt- och mögelproblem.

## Lagstiftning

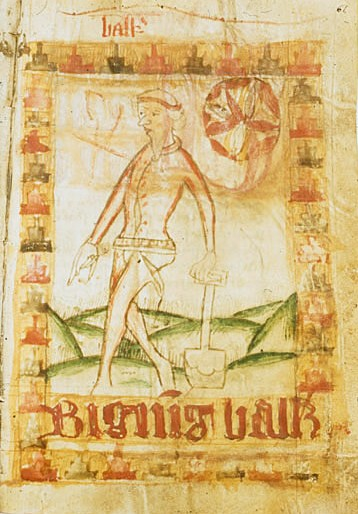
Byggningabalken ur Magnus Erikssons stadslag (titelsidan).

Trots att Sveriges medeltida städer som Stockholm och Visby inte i förväg hade planerats vid ritbordet så fick man aldrig bygga helt utan regler. Sedan mitten av 1300-talet hade städernas byggnadsväsen reglerats genom byggningabalken i Magnus Erikssons stadslag. Där fanns bestämmelser om viss gatubredd (8 alnar, ca 4,8 meter) och att man skulle bygga med hänsyn till grannarna. Man fick inte heller bygga utan bygglov och det stadgades att "två män skola vara i varje stad, som skola se och syna byggen och avgöra grannar emellan, huru de skola bygga sina hus och riva dem ned, och om deras böter, som bliva dömda för brott." Kapitel XXII ägnades det ständigt återkommande gisslet; stadsbränderna: "Om eld, huru den skall vårdas, och om dens straff, det icke gör."
| Byggnads - Ordning För Westerås Stad, 1799 |  | Byggnads - Ordning För Westerås Stad, 1799 |
| Byggnads - Ordning För Westerås Stad, 1799 |  |                                            |

Magnus Erikssons byggningabalk stadfästes 1618 av Gustav II Adolf utan ändringar. Under Karl XI kom 1734 en ny byggningabalk som gällde landsbygden. Själva byggverksamheten i städerna skulle vila på respektive landshövding och hans råd.
"Byggnads - Ordning För Westerås Stad" från 1799 blev en förebild för den äldre generationen av byggnadsordningar. Här fanns bestämmelser om tomtindelning, tomtmätning, gator och byggnader. En riksomfattande bygglagstiftning kom först 1874. Den hade utarbetats av Albert Lindhagen. Nu blev det obligatorisk för varje stad att ha en byggnadsordning som var fastställd i överensstämmelse med riksstadgan. Det skulle finnas en byggnadsnämnd med fem eller tre ledamöter som skulle kontrollera att byggnadsordningen efterlevdes. Med 1931 års byggnadsstadga och stadsplanelag upphävdes 1874 års byggnadsstadga, även om den levde kvar genom övergångsbestämmelser och provisoriska byggnadsföreskrifter fram till 1963, varefter kvarvarande gällande delar av 1874 års byggnadsstadga, byggnadsordningar enligt densamma liksom provisoriska byggnadsföreskrifter ersattes av lagtext.
Sedan 1 juli 1987, med vissa förändringar från den 1 juni 1994 och den 2 maj 2011, regleras planläggningen av mark, vatten och byggande i plan- och bygglagen (PBL). Planprocessen för att ta fram en ny detaljplan, eller för att ändra en befintlig sådan, består av många steg, från "förstudie och markanvisning" till laga kraft. Det kan ta flera år att genomföra en ny detaljplan. Medan forna tiders stadsplaner var en angelägenhet för några få specialister skall idag alla berörda ges möjlighet att lämna synpunkter.